# チーズ・ショップ (モンティ・パイソン)
『チーズ・ショップ』は、モンティ・パイソンがテレビシリーズ『空飛ぶモンティ・パイソン』で放送したスケッチである。
このスケッチは第3シリーズ第7話『サラダの日々』で放送された。スケッチの脚本は "The Complete Monty Python's Flying Circus: All the Words, Volume 2" に収録されている。
スケッチは後に1973年のアルバム "The Monty Python Matching Tie and Handkerchief" (en) に収録されたほか、『死んだオウム』スケッチに引き続き、2014年の『モンティ・パイソン 復活ライブ!』でも上演された。

## スケッチができるまで
このスケッチのアイデアは、フォークストン港での撮影後に生まれたものである。フォークストン港の撮影でジョン・クリーズは船酔いにかかり、せりふを言おうとする間、始終吐き戻していた。帰途の車中でグレアム・チャップマンはクリーズに何か食べるように勧め、何が欲しいかを尋ねたところ、クリーズはチーズがひとかけ欲しいと答えた。薬局を見かけたクリーズは、薬局でチーズを買えないだろうかと言い始めた。チャップマンは、薬局がチーズを売るなら薬用チーズに違いないから、買うには処方箋が必要だろうと答えた。2人はくすくす笑いながら、このアイデアを元にスケッチの脚本を書くことにした。ところが、いざ書き始めてみると、薬局でチーズを求めるという状況は非現実的だとの結論に至る。チーズ屋以外でチーズを買おうとする理由が何かないかを考えた末、クリーズは「チーズを買おうとチーズ屋に向かうが、そのチーズ屋にはチーズの在庫が全く無い」というスケッチを代わりに書こうと決めた。
その後チャップマンがクリーズと共にスケッチを書き始めたが、当初クリーズはスケッチを面白いと感じなかった。一方のチャップマンはこれは面白いと主張し、他のパイソン・メンバーの前で読み合わせを行うことにした。読み合わせでもギリアム、アイドル、ジョーンズの3人はほとんど反応を示さなかったものの、マイケル・ペイリンだけがこのスケッチを気に入り、ヒステリックに笑い始めて床に転げ落ちた。この様子を他のメンバーは面白がり、スケッチは放送に採用された。

## あらすじ
ジョン・クリーズ演じる博識ぶった客（脚本では "マウスベンダー" と書かれている）がチーズ屋を訪れ、もったいぶった言い方で「チーズが欲しい」と店主に伝える。店主（マイケル・ペイリン）が表へ出て来て応対をするが、この店には「世界で最も人気なチーズ」であるチェダーすらも在庫が無い。一度、ウェンズリーデールの時だけ店主が「はい！」と勢いよく答えるが、これは名前が「アーサー・ウェンズリーデール」（英: Arthur Wensleydale）だった店主が、自分の名前を呼ばれたと勘違いして返事をしただけだった。
店の一角ではジョー・モレッティ演じるブズーキ演奏家の演奏に合わせ、2人の男性（チャップマン、ジョーンズ）が踊っている。客は当初この曲を「音楽の女神テルプシコラーのような調べだ」と賞賛しているが、客の苛立ちに合わせるように少しずつ曲の音量が大きくなっていき、しまいには客は大声を張り上げて演奏を止めさせる。
男性客の挙げるチーズの名前は1つを除いてすべて実在のものだが、店に在庫が無いために、どんどんと知る人ぞ知る、あまり美味しくないチーズになっていく。店主は「猫が食べてしまったんだろう」などとチーズが無いことへの言い訳を続け、遂に客は「こんなのチーズ屋じゃない！」と怒り出す。店主はこの店は清潔さで地域一だと自慢すると、客は「チーズで『汚染』されていないんだから当然だろうな」と苛立ち気味に返す。
最後に客がチーズの在庫が本当にあるのか聞くと、店主は「勿論ですよ」と答える。客はその言葉を信用しようとせず、逆に「もし『いいえ』と答えたらお前さんの頭をぶち抜くぞ」と脅しをかける。店主が正直に、実は在庫が無いことを伝えるために「いいえ」と答えると、客はたちまち店主の頭を拳銃で撃ち抜く。
店主を撃った客は、「人生のなんと無駄なことよ」（英: "What a senseless waste of human life!"）と呟き、ステットソン帽をかぶって立ち去る。画面は崖の上を馬で駆けるカウボーイの映像になり、テロップには「ごろつきチェダー（1967年）」（英: ROGUE CHEDDAR (1967)）と表示され、画面に大きく「FIN」（終）と表示されてスケッチが終わる。
テレビ版では、このスケッチは「サム・ペキンパーの『サラダの日々』」につながる。

## チーズ一覧
テレビシリーズで放映されたオリジナル版では、6分足らずのスケッチ中で実に43種類のチーズが登場する。アルバム "The Monty Python Matching Tie and Handkerchief" (en) （1973年、表中では "MT&H" と略記）に収録されたオーディオ版やライブなどでは、クリーズ演じる客がギリシャのフェタチーズについても言及する。2014年の『復活ライブ!』では、これらのチーズに、スティンキング・ビショップ（英: Stinking Bishop）、アルメニアン・ストリング・チーズ（英: Armenian String Cheese）、ジンバブエ・ライノセラス・ミルク・チーズ（英: Zimbabwean Rhinoceros Milk Cheese、サイ乳のチーズ）が加わった。

### 登場したチーズたち
以下の表では、オリジナル版での登場順にチーズを並べた。
凡例
- オリジナル オリジナル版で登場するチーズ
- その他 オリジナル版では登場せず、アルバム・ライブ版で登場するもの。番号にはアスタリスク（*）を付けた。

また表で空欄の部分は、店主が様々理由を付けて「在庫が無い」と答えた部分である。
| No. | チーズ                                                                 | チーズ | 店主・客の反応 | バージョン   |
| No. | 種類                                                                   | 説明 | 店主・客の反応 | バージョン   |
| --- | ---------------------------------------------------------------------- | --- | --- | ------------ |
| 1   | レッド・レスター Red Leicester                                         | レスターシャー原産。チェダーともよく似ており代用されることもある。                                                               | | オリジナル版 |
| 2   | ティルジット Tilsit                                                    | 「ティルジット」はロシア・ソヴィェツクの旧称（〜1945年）。やや固めで、表面に小さな穴が空いている。                               | | オリジナル版 |
| 3   | ケアフィリー Caerphilly                                                | ウェールズ・ケアフィリ原産。クリーム状で白色。                                                                                   | | オリジナル版 |
| 4   | ベル・パエーゼ Bel Paese                                               | イタリア・ロンバルディア州原産の、マイルドなチーズ。                                                                             | | オリジナル版 |
| 5   | レッド・ウィンザー Red Windsor                                         | 独特の模様はワインによって作られる。本質的にはチェダーに似ている。                                                               | | オリジナル版 |
| 6   | スティルトン Stilton                                                   | イングランド産の濃厚なブルーチーズ。独特の青い線状はアオカビによって作られる。                                                   | | オリジナル版 |
| 7   | グリュイエール Gruyère                                                 | スイス・グリュイエール地方原産の硬質チーズ。                                                                                     | 客は2種類のチーズの在庫を尋ね、店主はまとめて「いいえ」と返す。                                                                | オリジナル版 |
| 8   | エメンタール Emmental                                                  | スイス・ベルン州エメンタール地方原産。スイスチーズと呼ばれることもある。                                                         | 客は2種類のチーズの在庫を尋ね、店主はまとめて「いいえ」と返す。                                                                | オリジナル版 |
| 9   | ノルウェー産ヤールスバーグ Norwegian Jarlsberg                         | ノルウェー原産。堅くまろやかで穴が空いている。                                                                                   | この辺りから店主の返事はおざなりになり、「いいえ」と返すばかりになる。                                                         | オリジナル版 |
| 10  | リプタウアー Liptauer                                                  | ハンガリー産のチーズで、香料を加えスプレッドを作ることもある。                                                                   | | オリジナル版 |
| 11  | ランカシャー Lancashire                                                | イングランド北西部ランカシャー原産。まろやかで柔らかく白色のチーズ。                                                             | | オリジナル版 |
| 12  | ホワイト・スティルトン White Stilton                                   | 先述のスティルトンの一種で、ブルー・スティルトンの特徴でもある青カビを用いないもの。                                             | | オリジナル版 |
| 13  | ダニッシュ・ブルー Danish Blue                                         | デンマーク産ブルーチーズ。風味が強く柔らかい。略称「ダナブルー」。                                                               | | オリジナル版 |
| 14  | ダブル・グロスター Double Gloucester                                   | イングランド南西部グロスターシャー原産。淡いオレンジ色で、4ヶ月程度熟成させて出荷される。                                        | 店主は間を持たせておいてから「いいえ」と答える。                                                                               | オリジナル版 |
| 15  | チェシャー Cheshire                                                    | チェシャー原産で、黄白色の堅いチーズ。                                                                                           | | オリジナル版 |
| 16  | ドーセット・ブルー・ヴィニー Dorset Blue Vinney                        | ドーセットはイングランド南西部の州。牛のスキムミルクを用いたブルーチーズ。                                                       | | オリジナル版 |
| 17  | ブリー Brie                                                            | フランス・ブリー地方で作られる白かびチーズの一種。                                                                               | 客は流れるような語り口でチーズの名前を列挙し、店主はまとめて「いいえ」と返す。                                                 | オリジナル版 |
| 18  | ロックフォール Roquefort                                               | スティルトン・ゴルゴンゾーラと並ぶ、ブルーチーズの代表格。フランス原産で、他2つと異なり羊乳から作られる。                        | 客は流れるような語り口でチーズの名前を列挙し、店主はまとめて「いいえ」と返す。                                                 | オリジナル版 |
| 19  | ポン・レヴェック Pont l'Evêque                                         | フランス・ノルマンディー原産のウォッシュチーズ。産地ポン＝レヴェックから名前が取られた。                                         | 客は流れるような語り口でチーズの名前を列挙し、店主はまとめて「いいえ」と返す。                                                 | オリジナル版 |
| 20  | ポール・サル Port Salut                                                | トラピスト・チーズ、ポール・デュ・サルとも呼ばれる黄色い全乳チーズ。                                                             | 客は流れるような語り口でチーズの名前を列挙し、店主はまとめて「いいえ」と返す。                                                 | オリジナル版 |
| 21  | サヴォワ Savoyard                                                      | フランス・サヴォワで作られるチーズで、「ボーフォール」とも呼ばれる。牛乳を原料としたセミハードチーズ。                           | 客は流れるような語り口でチーズの名前を列挙し、店主はまとめて「いいえ」と返す。                                                 | オリジナル版 |
| 22  | サン・ポーラン Saint-Paulin                                            | 牛乳から作られるクリーミーな半硬質チーズで、オレンジ色の外観が特徴。トラピスト会の修道士によって作られていたのが始まり。         | 客は流れるような語り口でチーズの名前を列挙し、店主はまとめて「いいえ」と返す。                                                 | オリジナル版 |
| 23  | カレ・ド・レスト Carré de l'Est                                        | フランス・ロレーヌ地方原産。白カビを用いた軟質タイプのチーズ。                                                                   | 客は流れるような語り口でチーズの名前を列挙し、店主はまとめて「いいえ」と返す。                                                 | オリジナル版 |
| 24  | ブルサン Boursin                                                       | フロマジェリー・ベル社の商標となっているクリームチーズ。                                                                         | 客は流れるような語り口でチーズの名前を列挙し、店主はまとめて「いいえ」と返す。                                                 | オリジナル版 |
| 25  | ブレス・ブルー Bresse-Bleu                                             | フランス・ブレス地方原産のブルーチーズ・白カビチーズ。                                                                           | 客は流れるような語り口でチーズの名前を列挙し、店主はまとめて「いいえ」と返す。                                                 | オリジナル版 |
| 26  | ペルル・ド・シャンパーニュ Perle de Champagne                          | "Perle" は真珠の意味のフランス語。シャンパーニュはフランスの地方で、シャンパンの原産地である。                                   | 客は流れるような語り口でチーズの名前を列挙し、店主はまとめて「いいえ」と返す。                                                 | オリジナル版 |
| 27  | カマンベール Camembert                                                 | フランス・カマンベール地方原産の、白いカビを用いた柔らかいチーズ。                                                               | 店主は最初在庫があると答えるが、腐りかけだと注意する。客はそれでも構わないと返すが、店主は結局「猫が食べてしまった」と答える。 | オリジナル版 |
| 28  | ゴーダ Gouda                                                           | オランダ・ゴーダ原産の、脱脂乳から作るチーズ。エダムと並んでオランダの代表的なチーズである。                                     | | オリジナル版 |
| 29  | エダム Edam                                                            | ゴーダと同じくオランダ原産。色は薄い黄色で、外側を赤くコーティングしてあることも多い。                                           | | オリジナル版 |
| 30  | ケイスネス Caithness                                                   | ケイスネスはグレート・ブリテン島北東端にある、スコットランドの郡。現在ではハイランドに属している。                               | | オリジナル版 |
| 31  | スモークド・オーストラリアン Smoked Austrian                           | | | オリジナル版 |
| 32  | セージ・ダービー Sage Derby                                            | ダービー州原産のダービー・チーズの一種。セージの香りが特徴で、緑の斑点模様があるセミハードチーズ。                               | | オリジナル版 |
| 33  | ウェンズリーデール Wensleydale                                         | 「ウェンズレデール」とも。ヨークシャー・ウェンズリーデール原産。まだ若い内は、若いチェシャー、ケアフィリーと同じような味がする   | 店主が返事をするので客は在庫があるのかと期待したが、自分の名前を呼ばれたと勘違いして返事をしただけだった。                     | オリジナル版 |
| *1  | ギリシャのフェタ Greek Feta                                            | 羊や山羊の乳から作られる、ギリシャの代表的なチーズ。                                                                             | | MT&H (en)    |
| 34  | ゴルゴンゾーラ Gorgonzola                                              | イタリア原産のブルーチーズの代表格。スティルトン同様牛乳が原料である。                                                           | | オリジナル版 |
| 35  | パルメザン Parmesan                                                    | イタリア原産の硬質チーズ。粉チーズとして用いられることも多い。                                                                   | | オリジナル版 |
| 36  | モッツァレッラ Mozzarella                                              | イタリア産で比較的くせが無いフレッシュチーズ。                                                                                   | | オリジナル版 |
| 37  | ピポ・クレム Pipo Crem'                                                | ブレス・ブルーに似ており、丸太状で青い筋の入ったセミソフトチーズ。                                                               | | オリジナル版 |
| 38  | フィンボ Fynbo                                                         | フュン島の名前から取られた、デンマーク産の半硬質チーズ。                                                                         | | オリジナル版 |
| 39  | チェコスロヴァキア産ヒツジ乳チーズ Czechoslovakian sheep's milk cheese | 「アバータム・チーズ」Abertam cheese のこと。                                                                                    | | オリジナル版 |
| 40  | ベネズエラ産ビーバーチーズ Venezuelan Beaver Cheese                    | | | オリジナル版 |
| 41  | チェダー Cheddar                                                       | プロセスチーズにも使われる、最も一般的なチーズの1つ。原産地はサマセット州チェダーである。                                        | 客は「世界で1番人気なチーズだろう！」と文句を付ける。                                                                          | オリジナル版 |
| 42  | イルチェスター Ilchester                                               | イルチェスターはチェダーと同じくサマセット州の街。                                                                               | 店主はカウンター下を覗き込むがやはり在庫は無い。                                                                               | オリジナル版 |
| 43  | リンバーガー Limburger                                                 | ベルギー原産で、悪臭で有名な白くて柔らかいチーズ。                                                                               | ここで客はブズーキの演奏に苛立って声を張り上げる。                                                                             | オリジナル版 |
| *2  | スティンキング・ビショップ Stinking Bishop                             | 直訳すると「臭い主教」の意味になる。グロスター州ディモック原産で、独特の臭いが特徴。2009年には「英国一臭いチーズ」に認定された。 | | 復活ライブ!  |
| -   | 「何かチーズは無いのか！」 Any cheese at all!                          | | 客は「在庫が無いと答えたら頭をぶち抜くぞ」と店主を脅し、在庫が無いことを告げた店主を拳銃で撃ち抜く。                           | オリジナル版 |

「ベネズエラ産ビーバーチーズ」（英: "Venezuelan Beaver Cheese"）は架空のものだが、レシピは出版されたことがあるという。このチーズは映画第4作『人生狂騒曲』を元にしたパソコンゲーム "Monty Python's The Meaning of Life" (en) 、シエラエンターテインメントによるPCアドベンチャーゲーム "Leisure Suit Larry: Love for Sail!" (en) 、ウェブ漫画『トライアングル・アンド・ロバート』にも登場している。

### 実際のチーズの写真

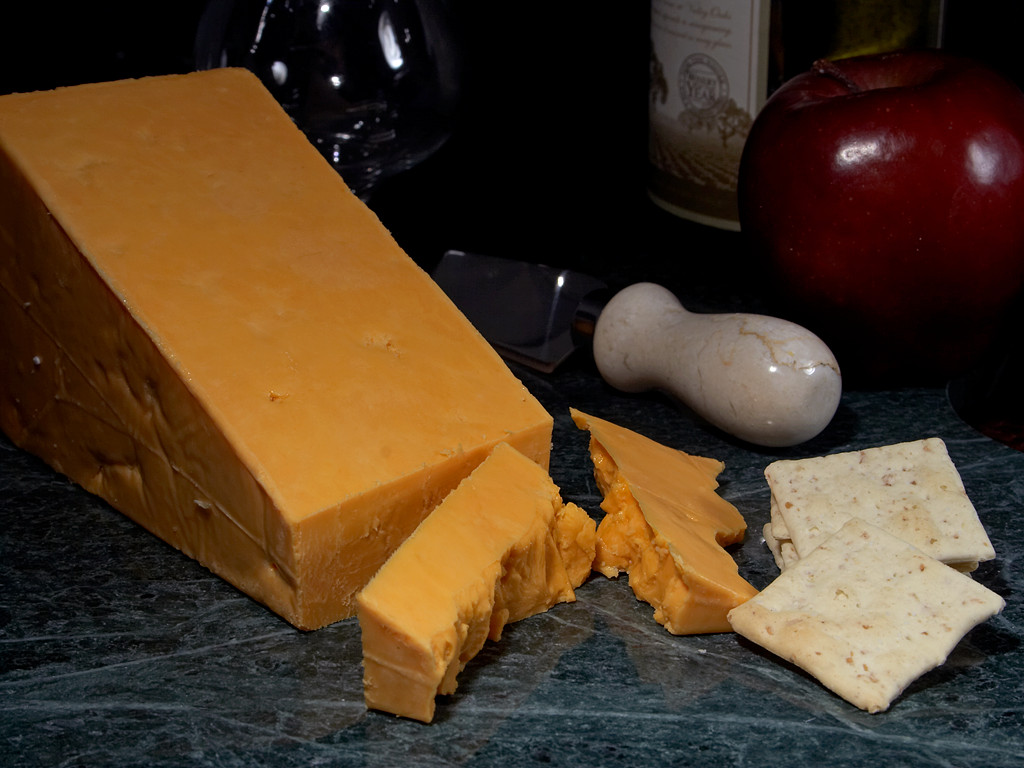
1. レッド・レスター
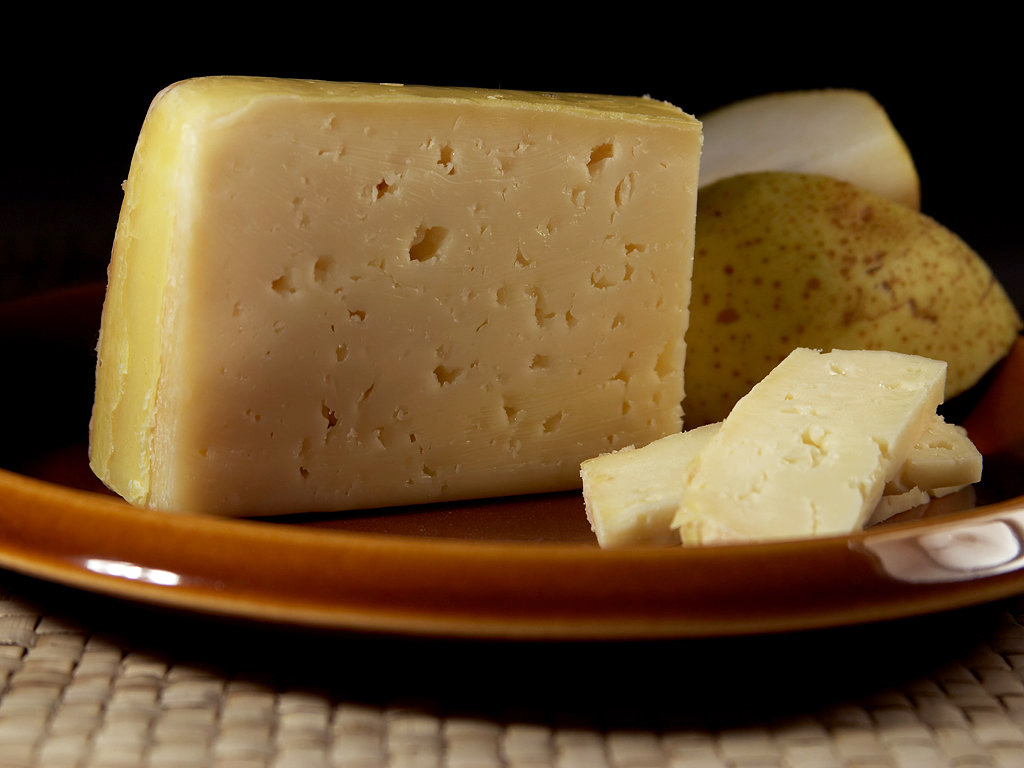
2. ティルジット
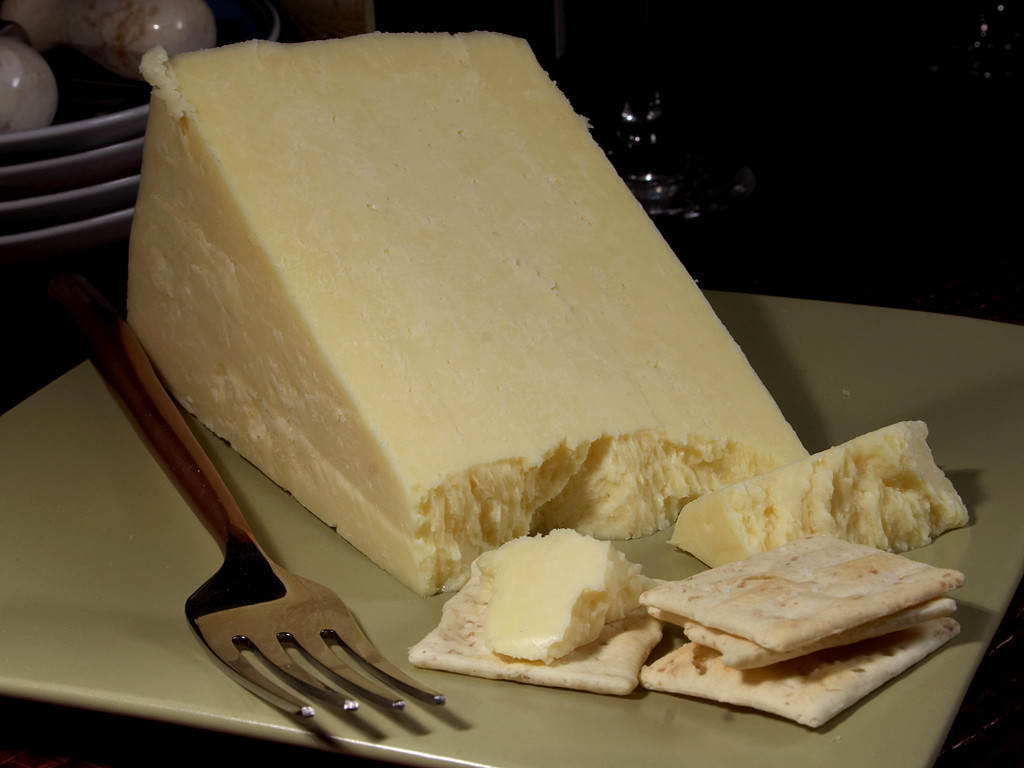
3. ケアフィリー
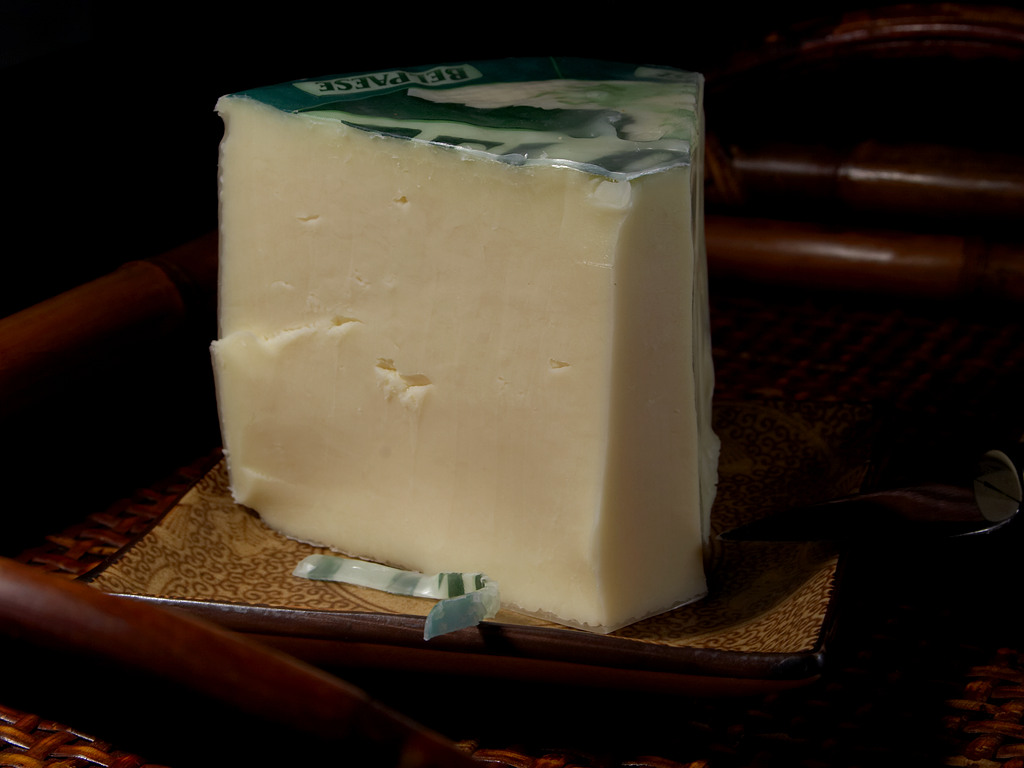
4. ベル・パエーゼ
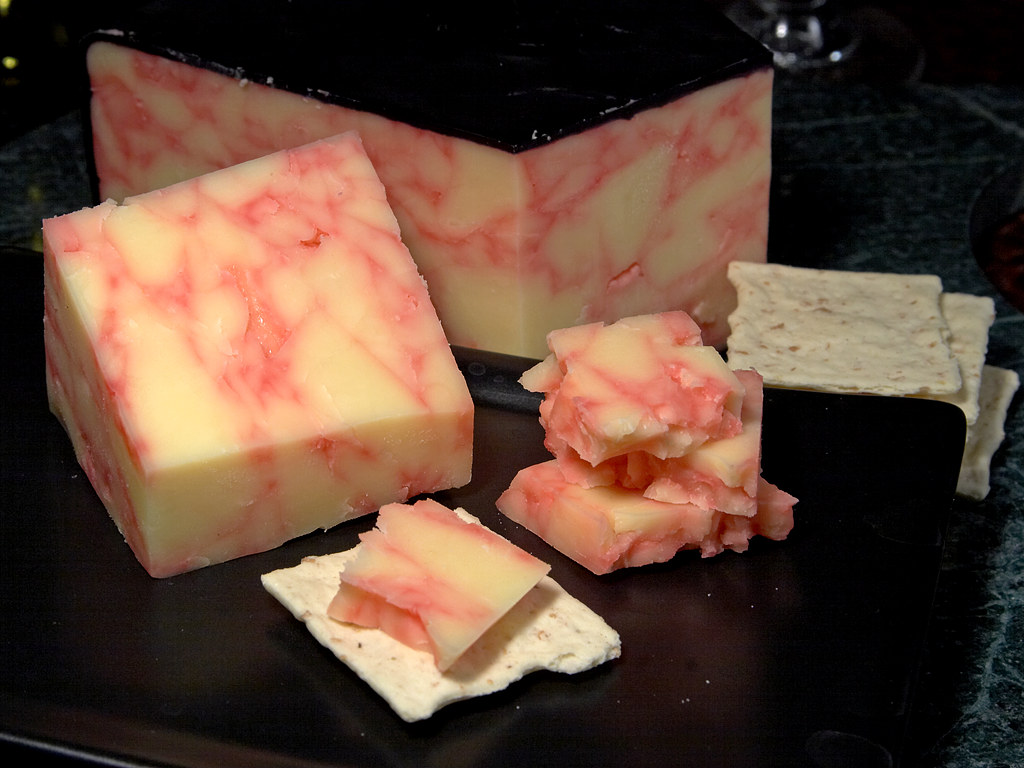
5. レッド・ウィンザー
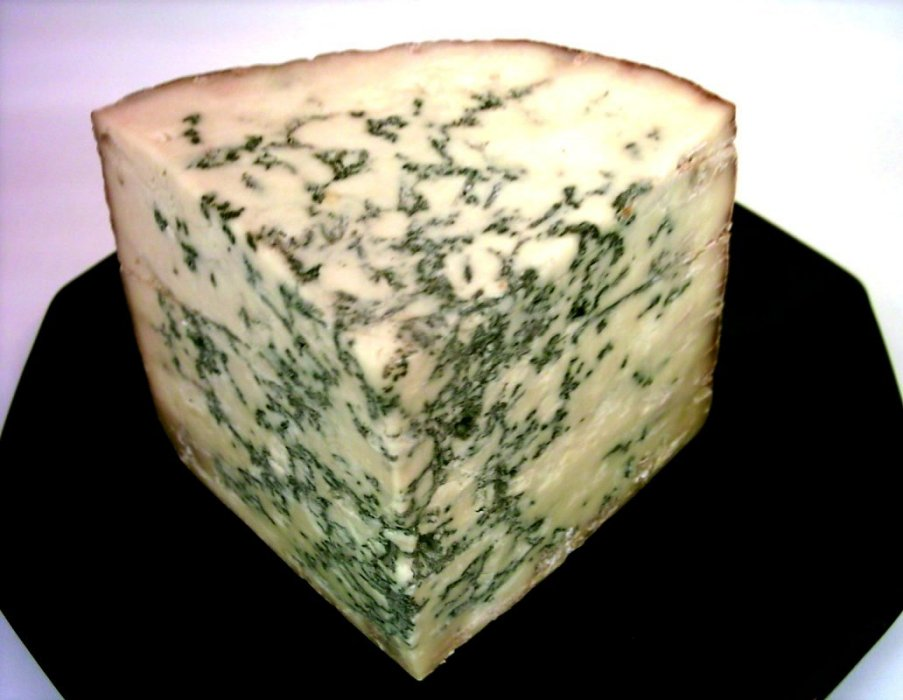
6. （ブルー・）スティルトン
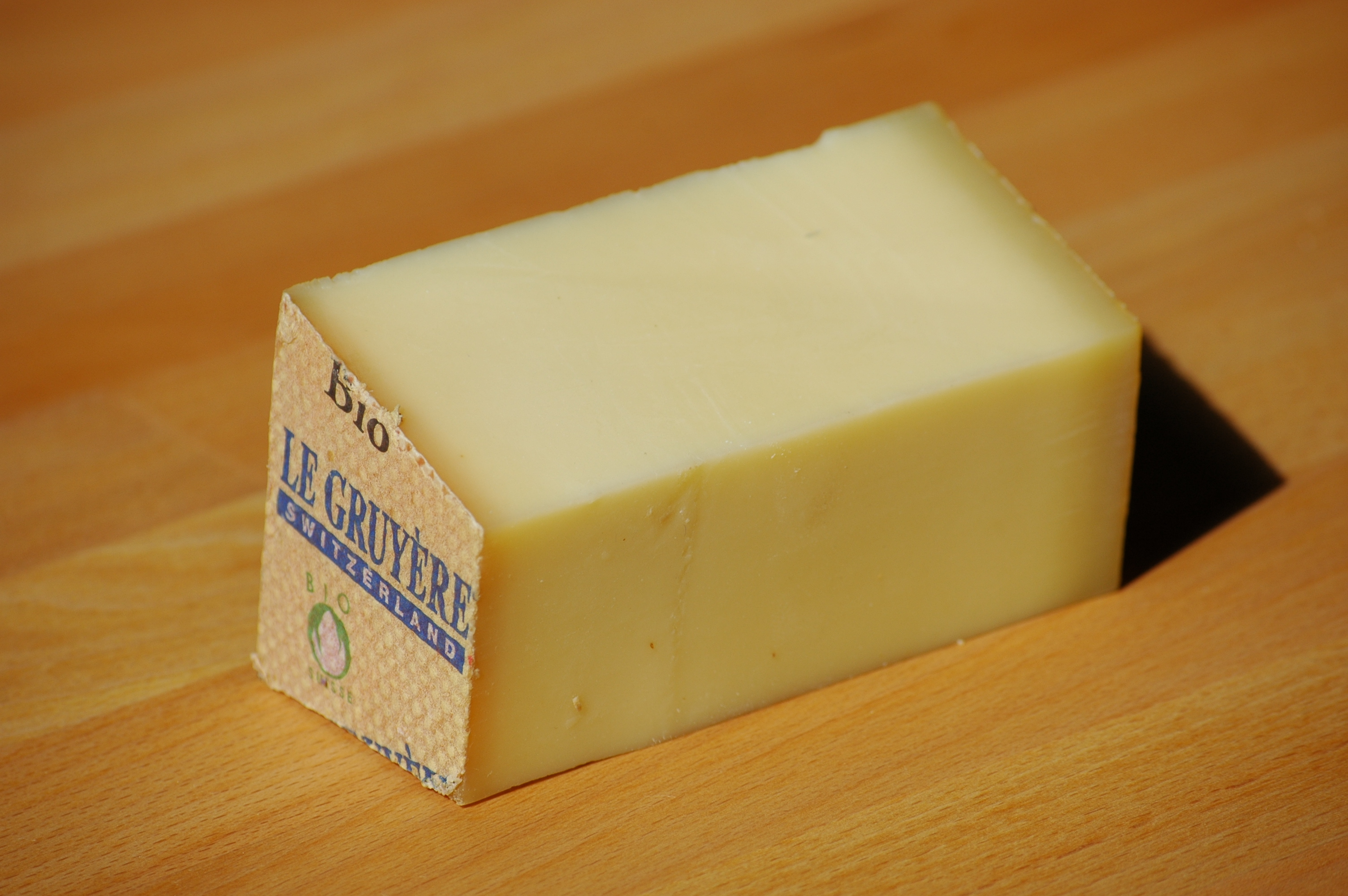
7. グリュイエール
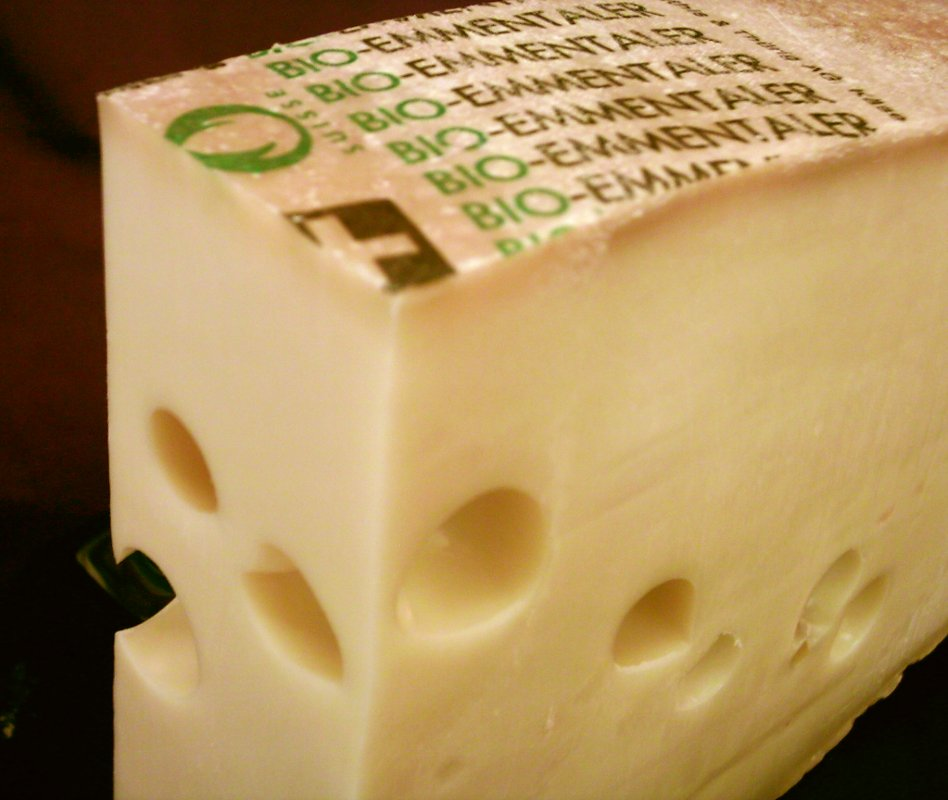
8. エメンタール
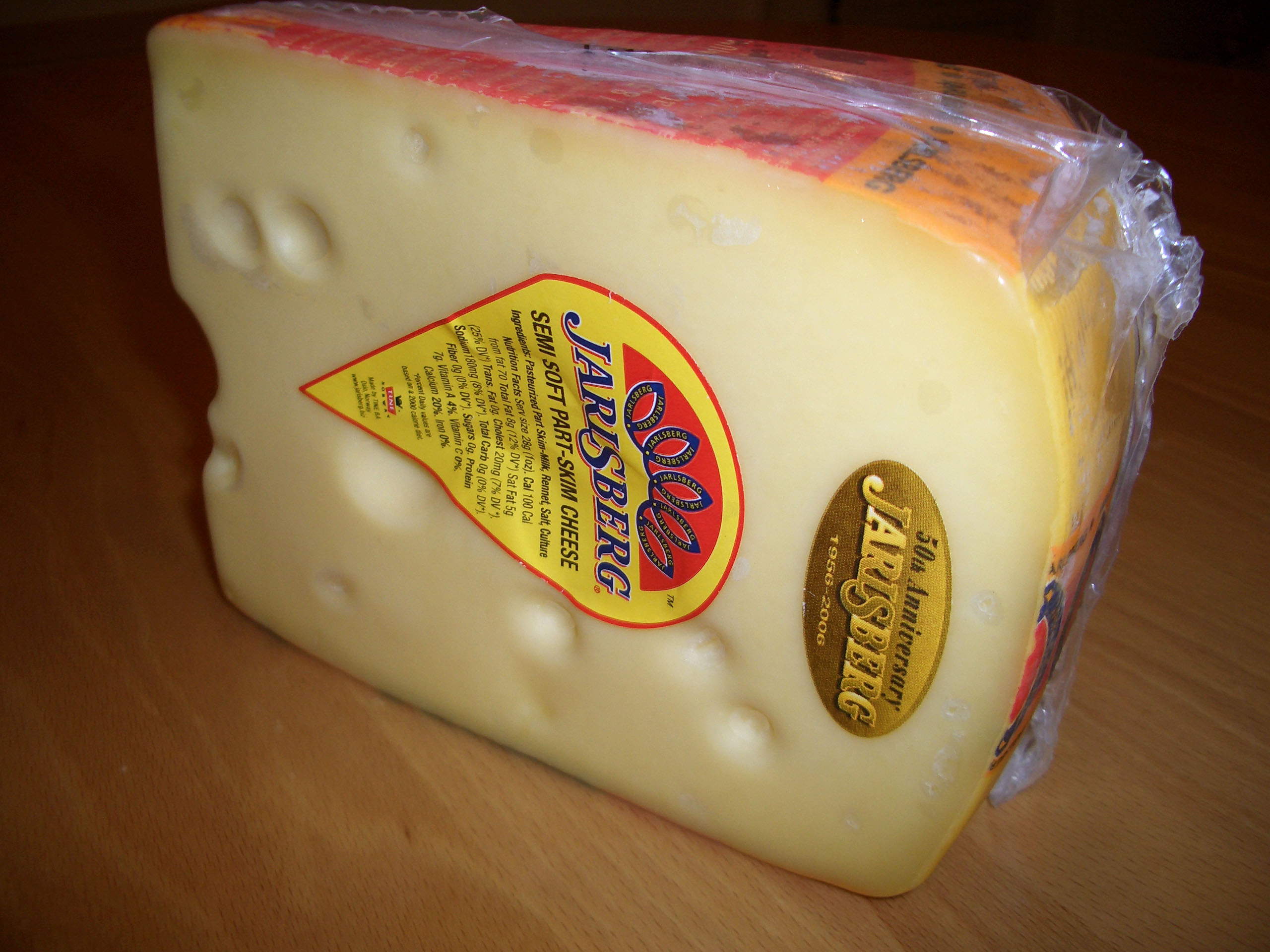
9. ノルウェー産ヤールスバーグ
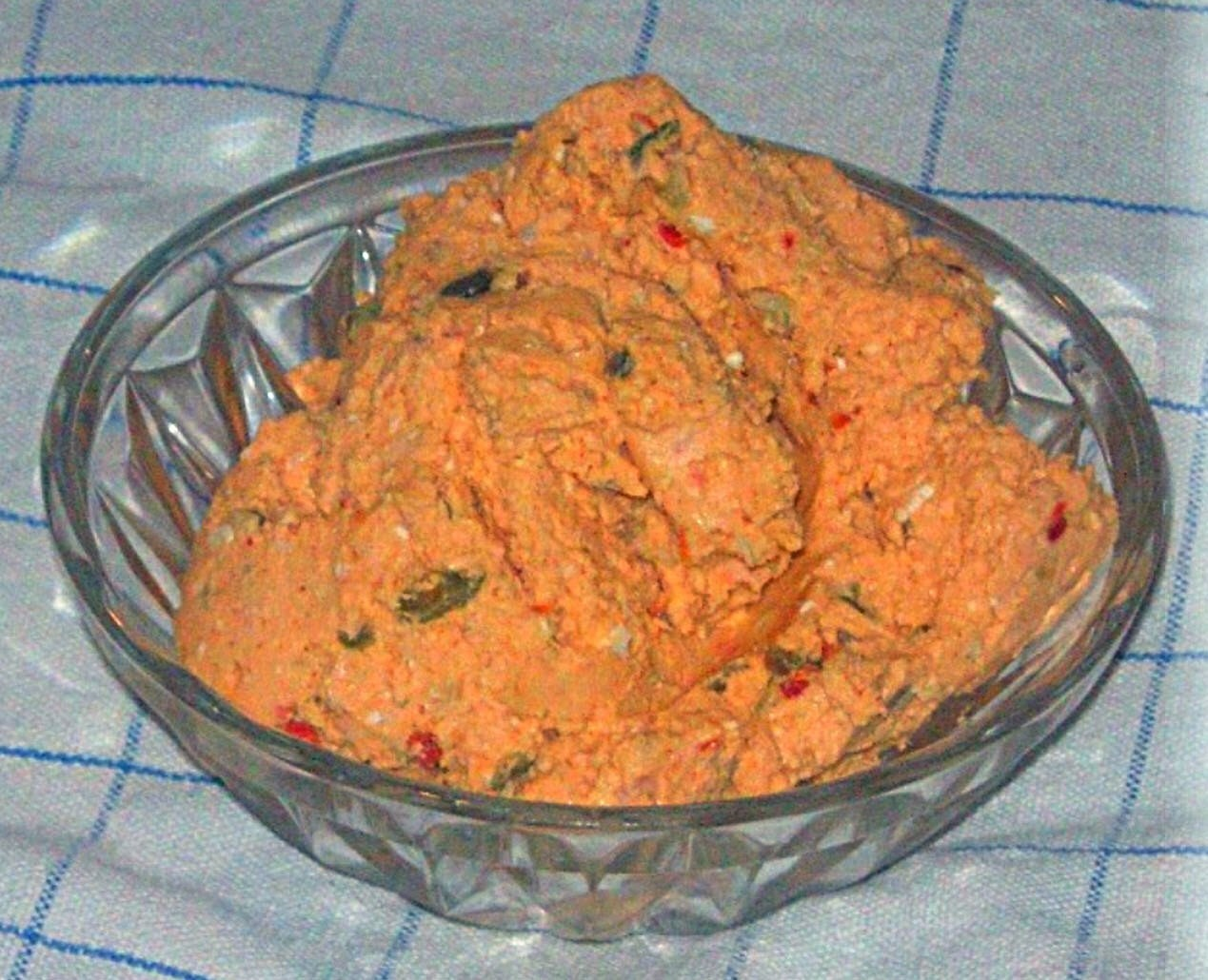
10. リプタウアー
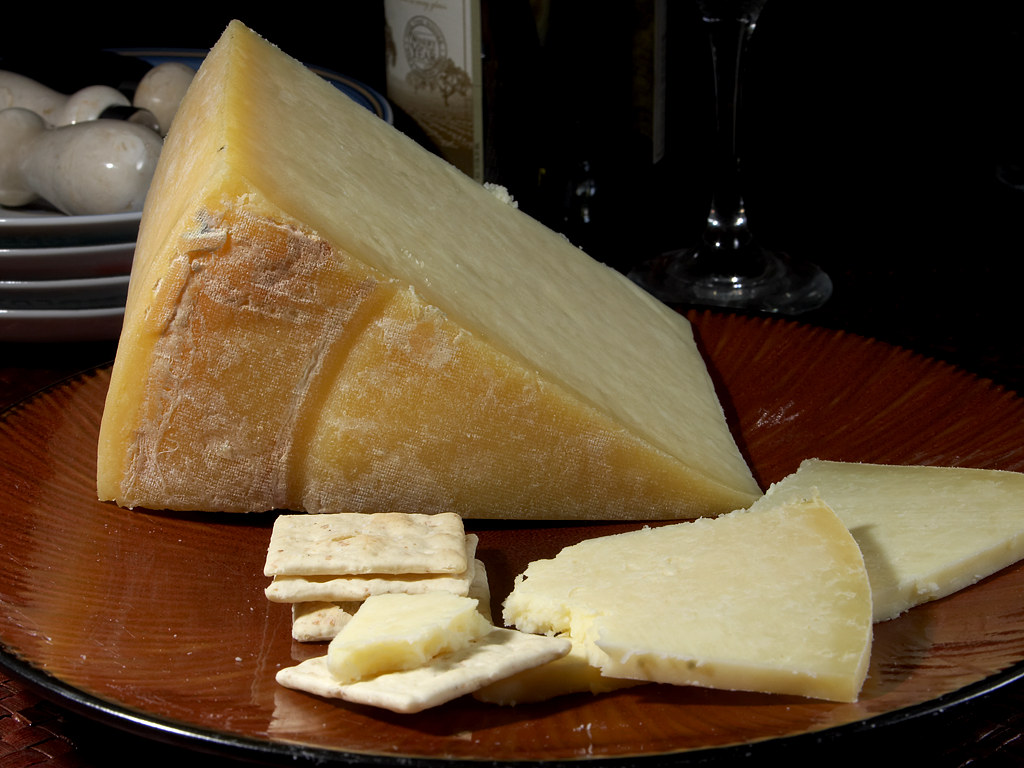
11. ランカシャー
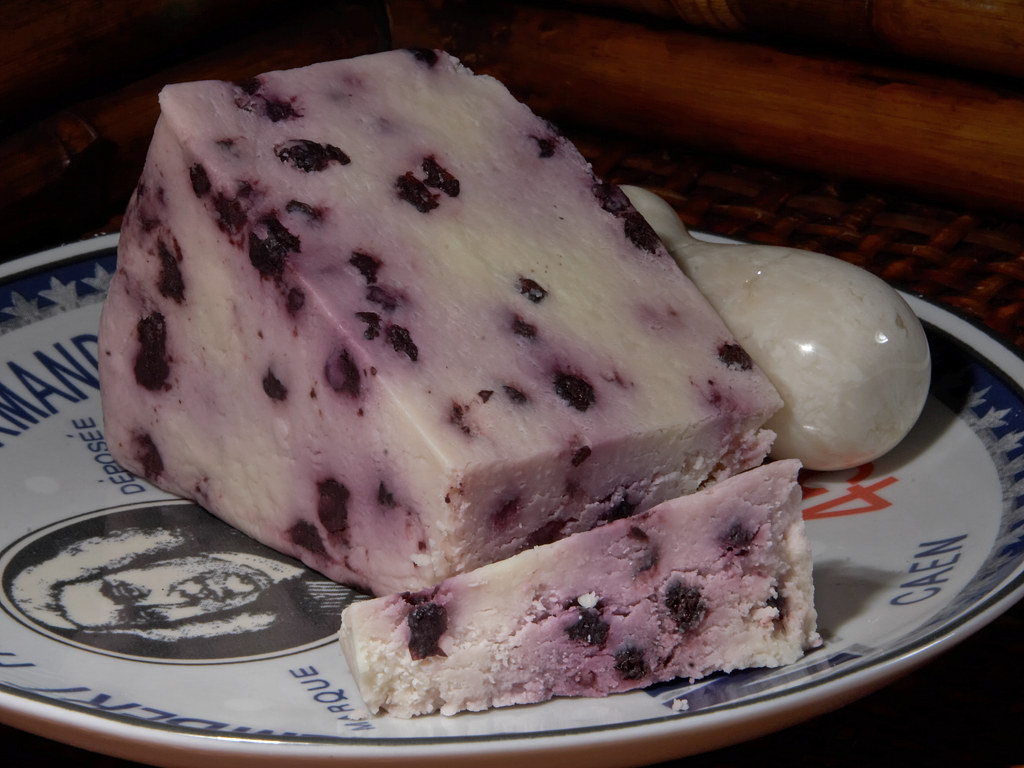
12. ホワイト・スティルトン（ブルーベリー入り）
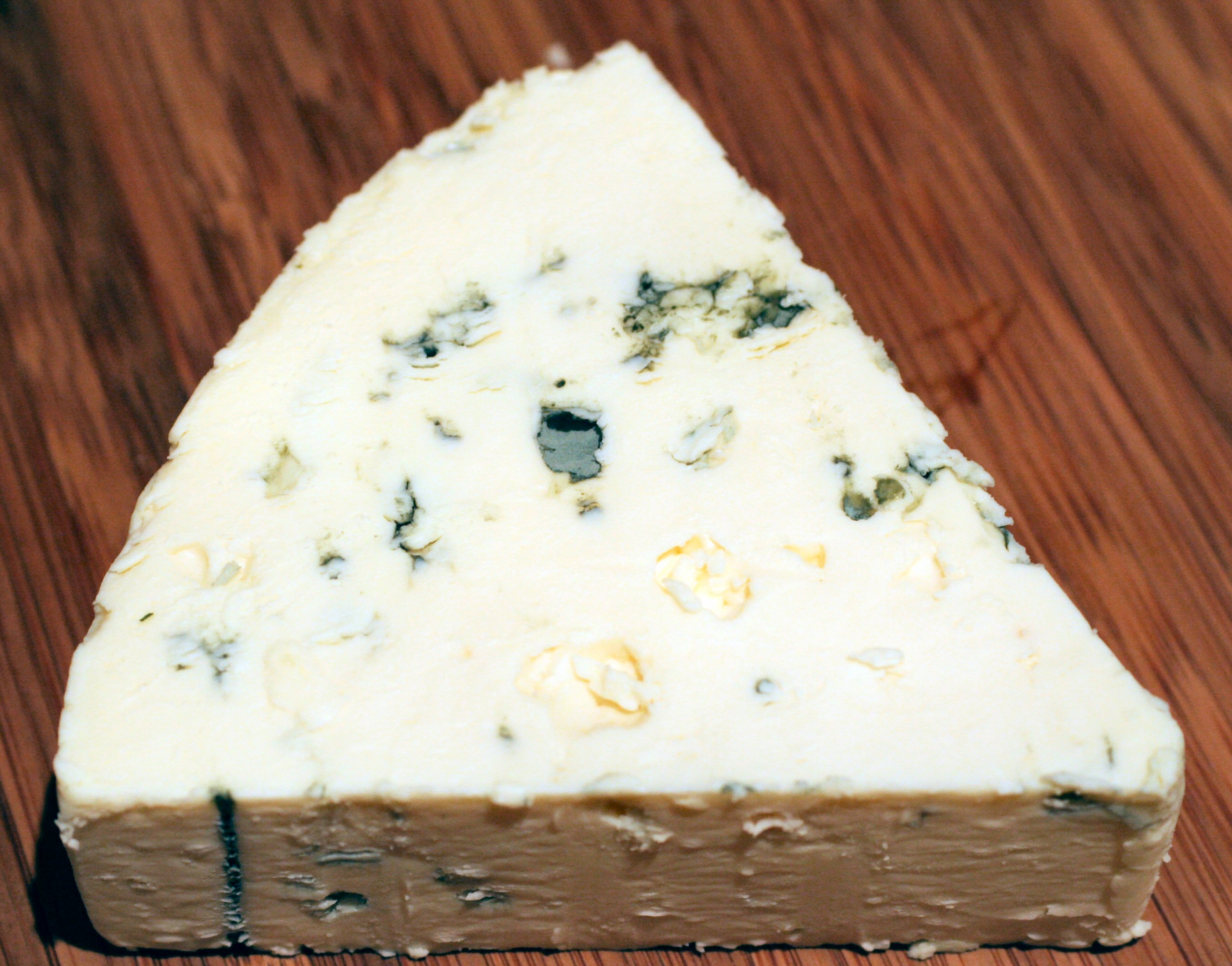
13. ダニッシュ・ブルー
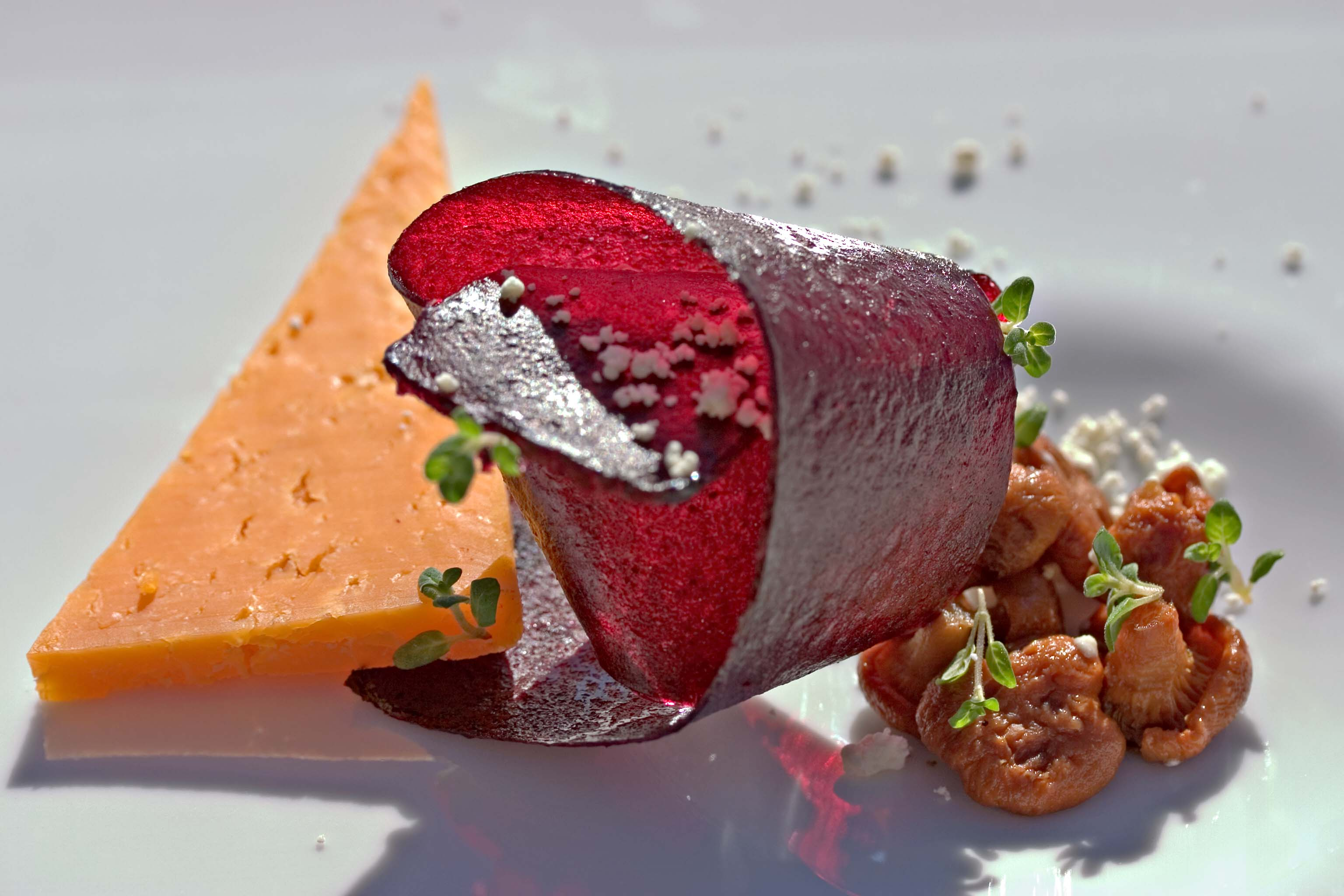
14. ダブル・グロスター
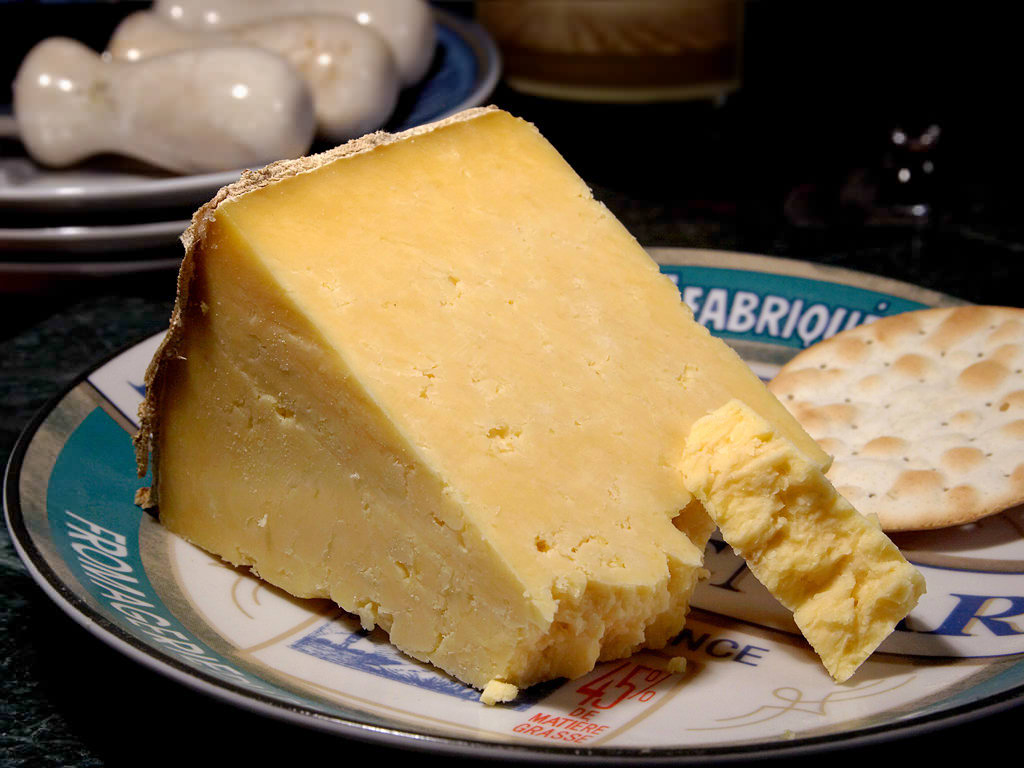
15. チェシャー
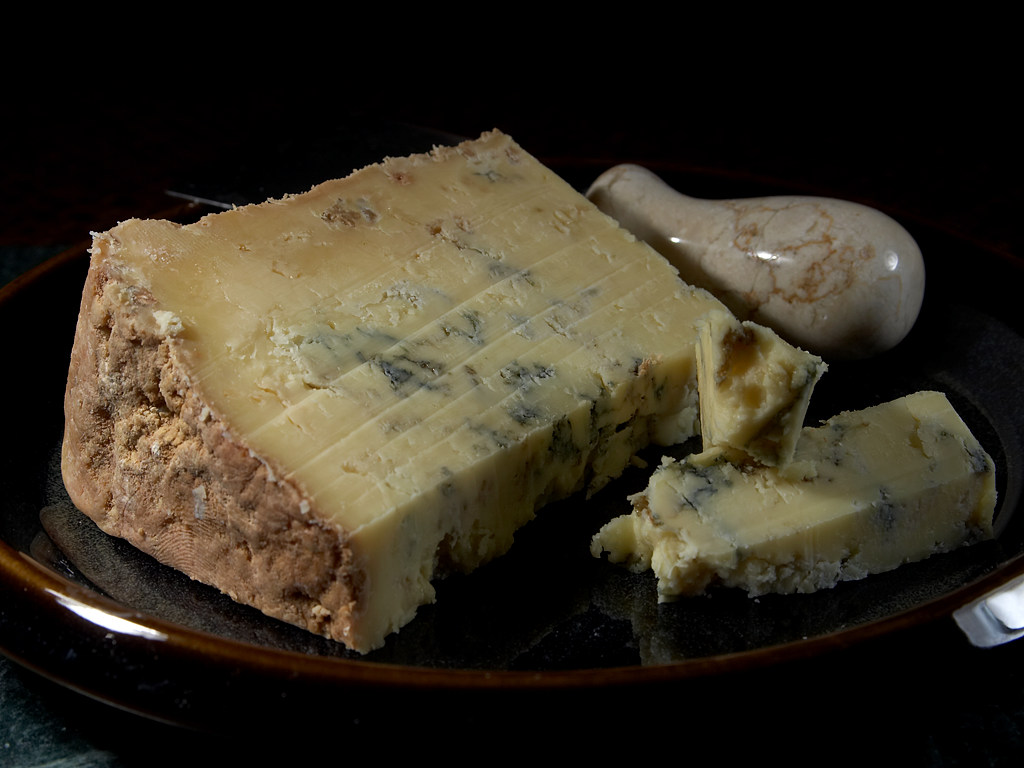
16. ドーセット・ブルー・ヴィニー
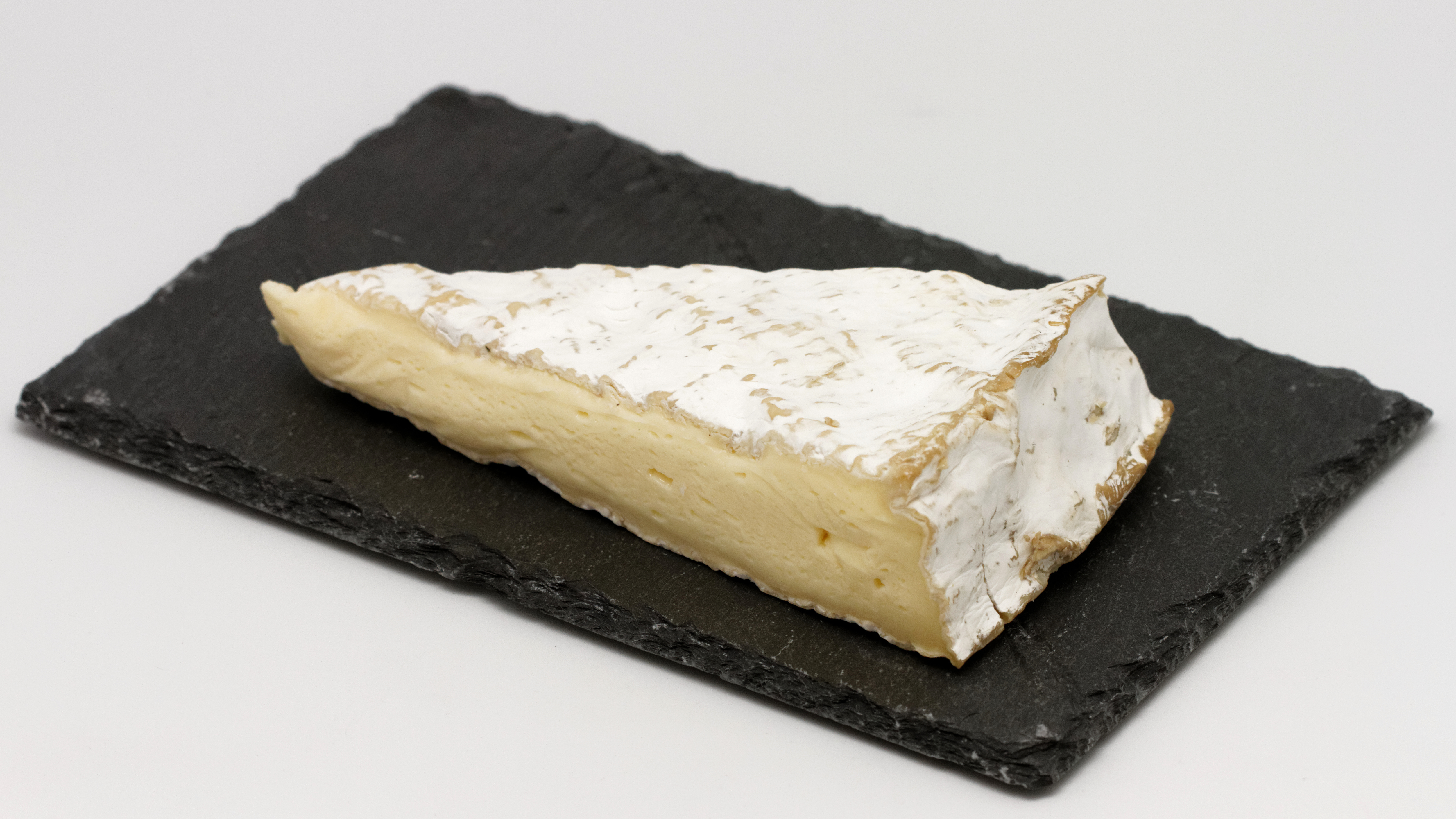
17. ブリー
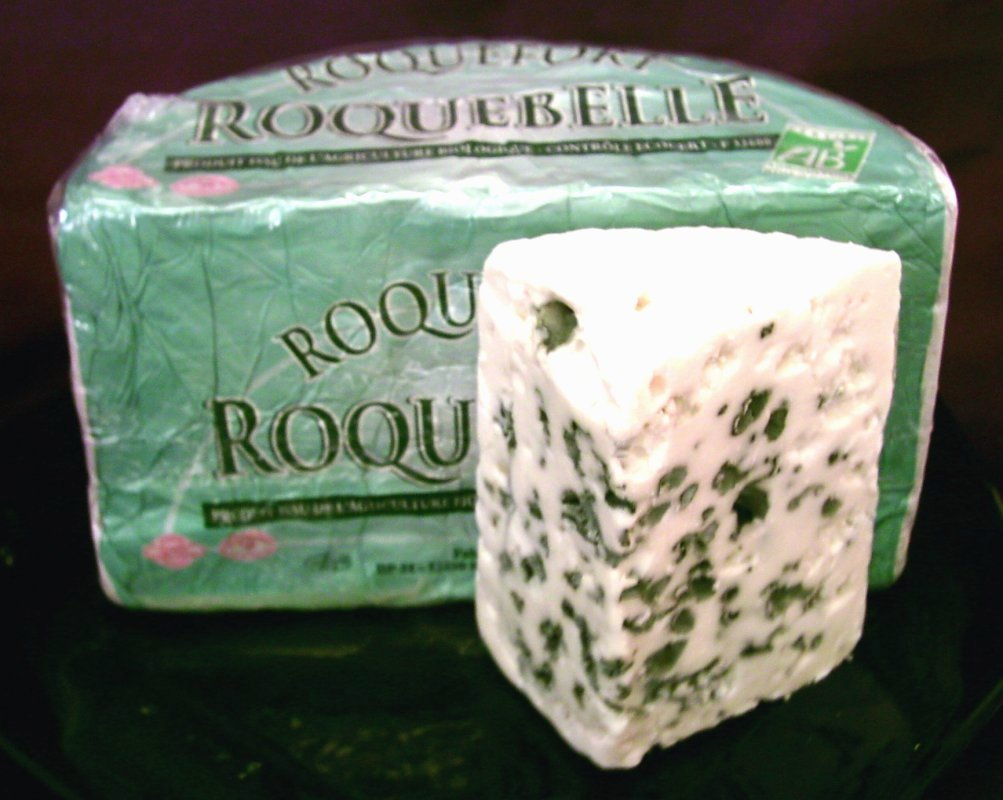
18. ロックフォール
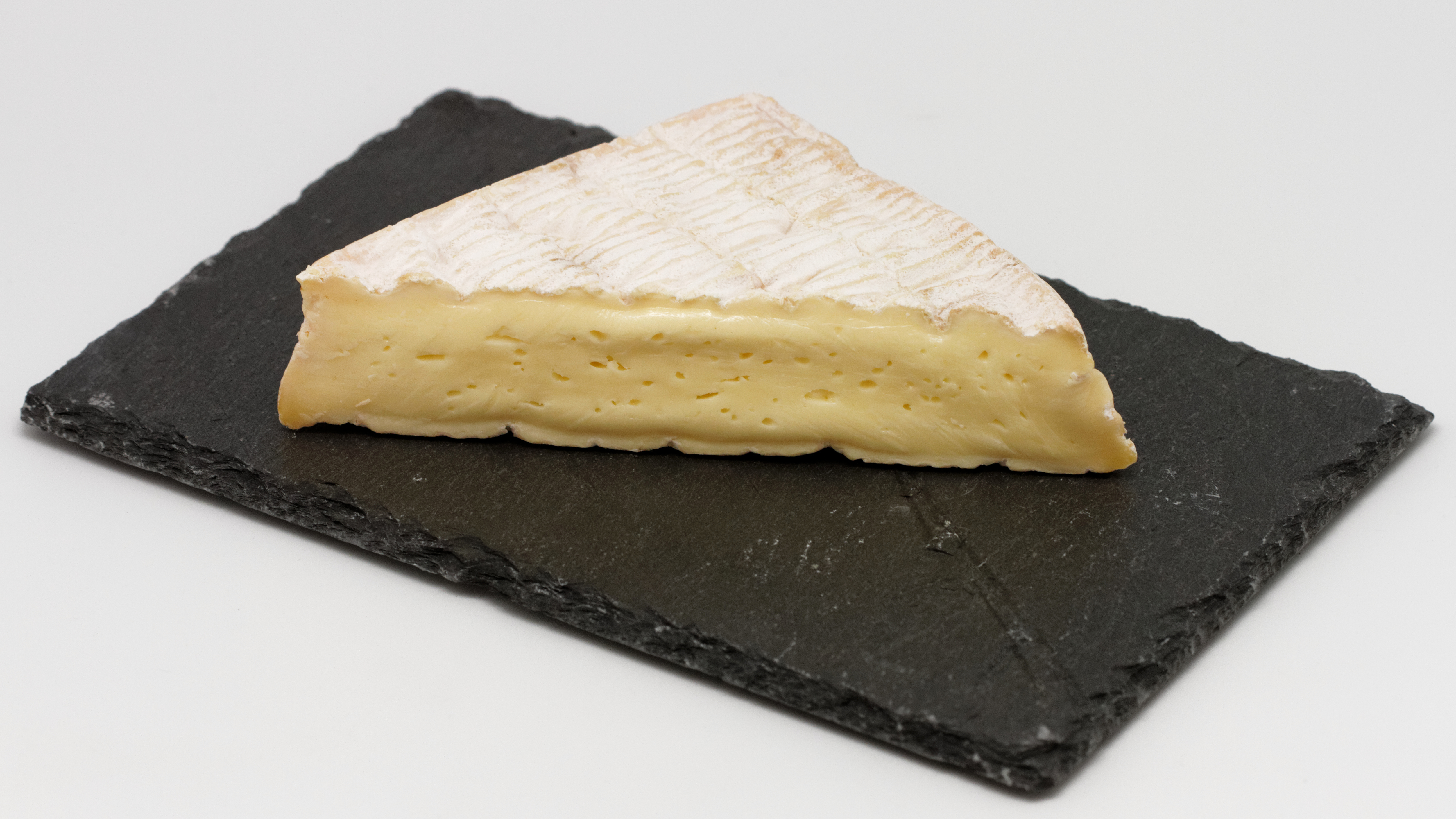
19. ポン・レヴェック
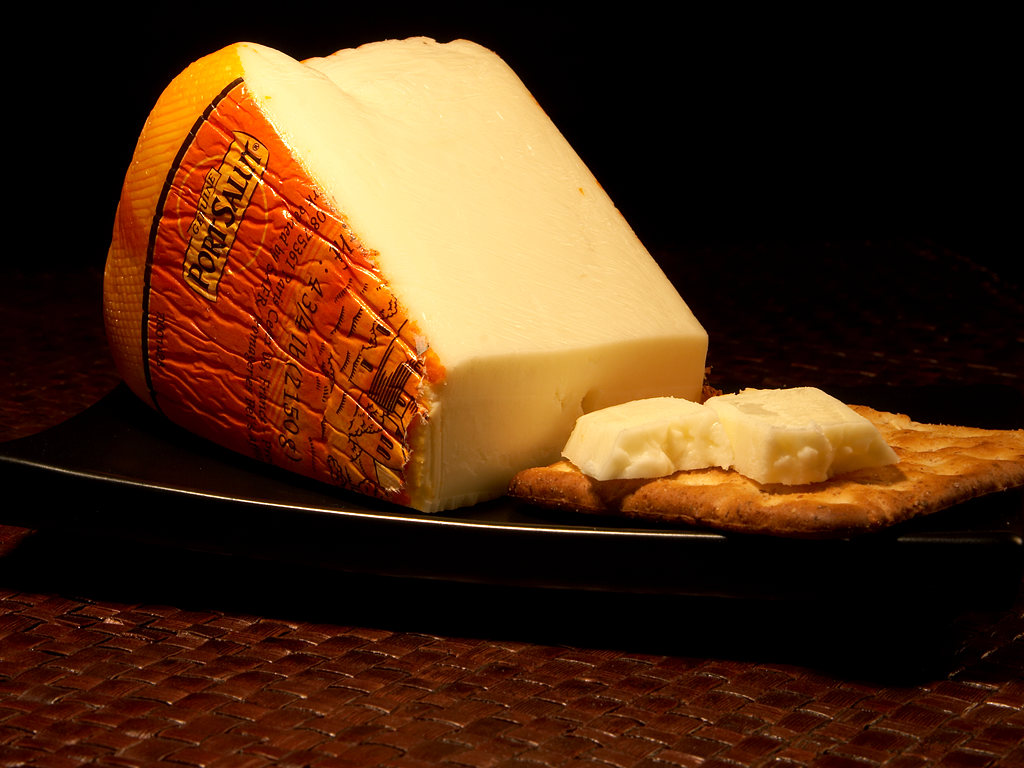
20. ポール・サル
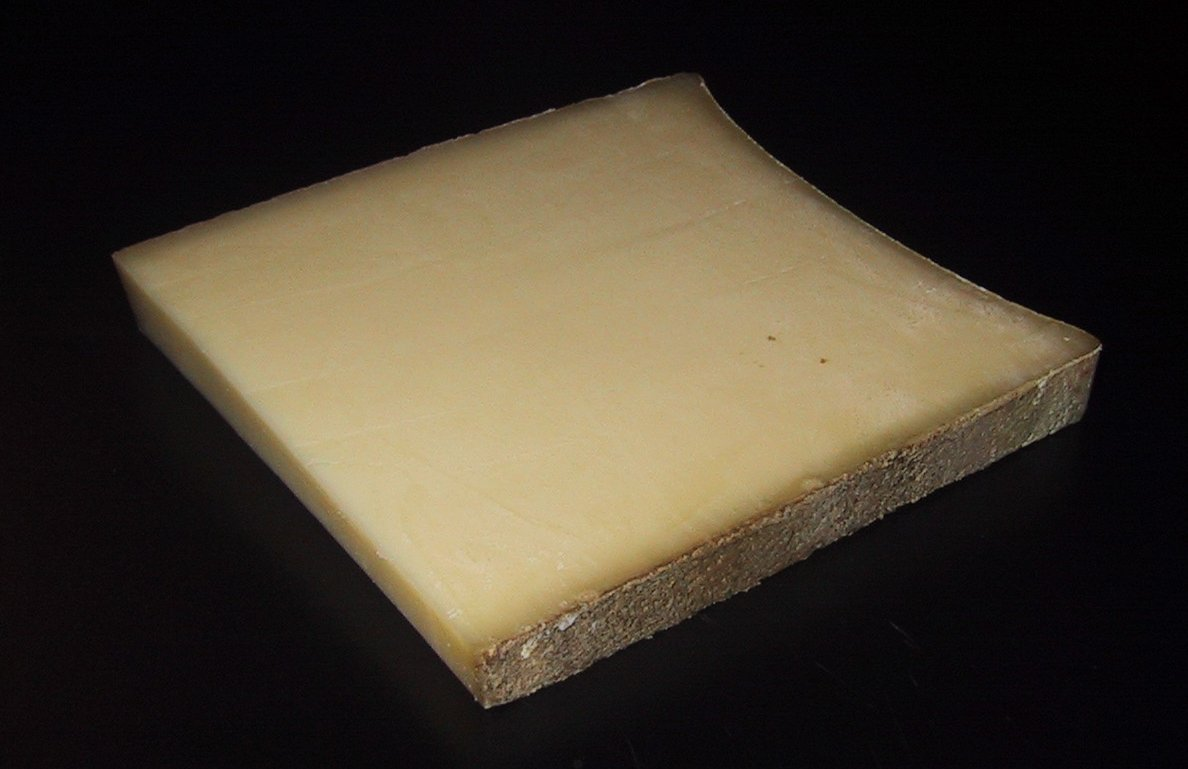
21. ボーフォール
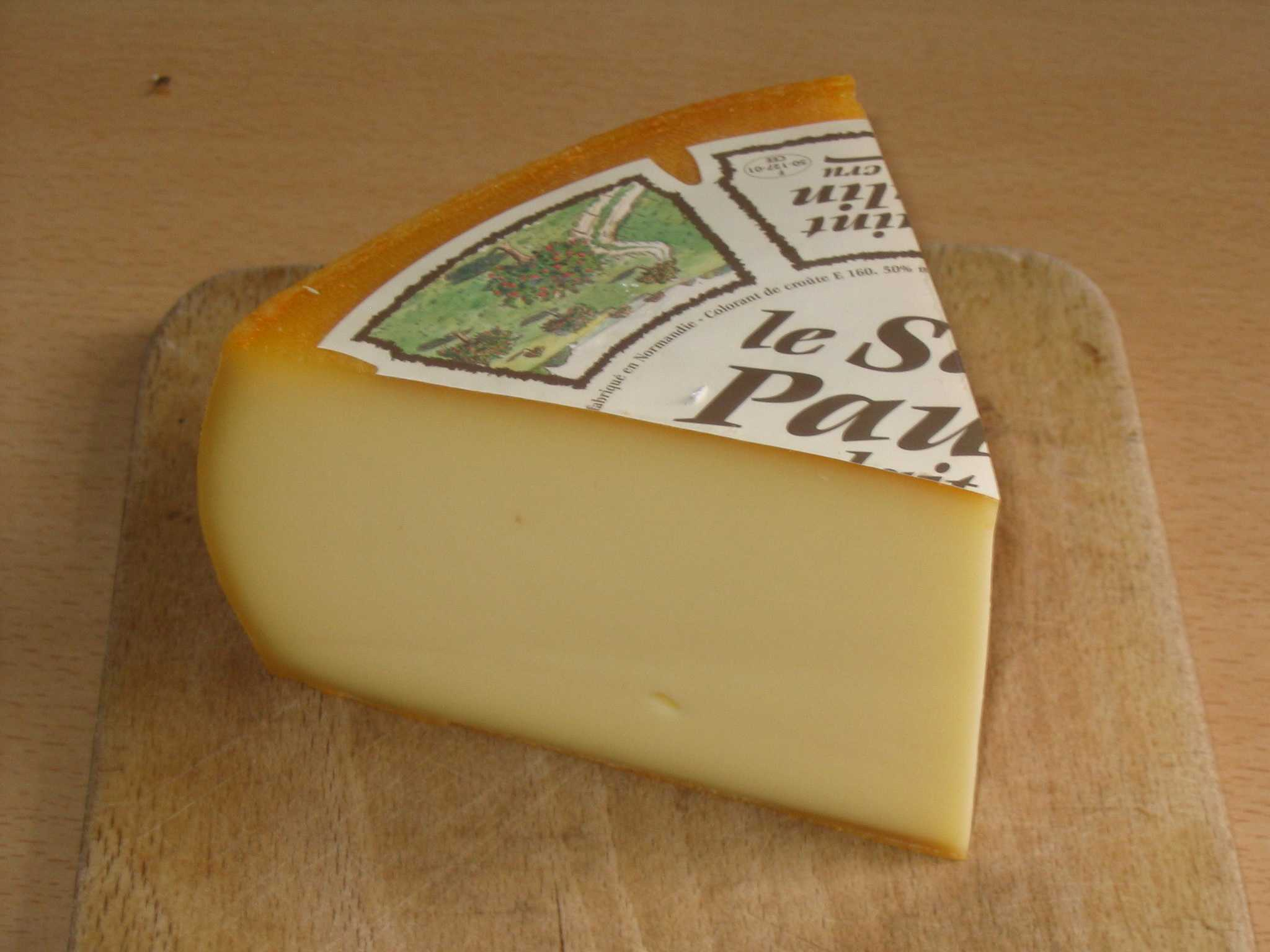
22. サン・ポーラン
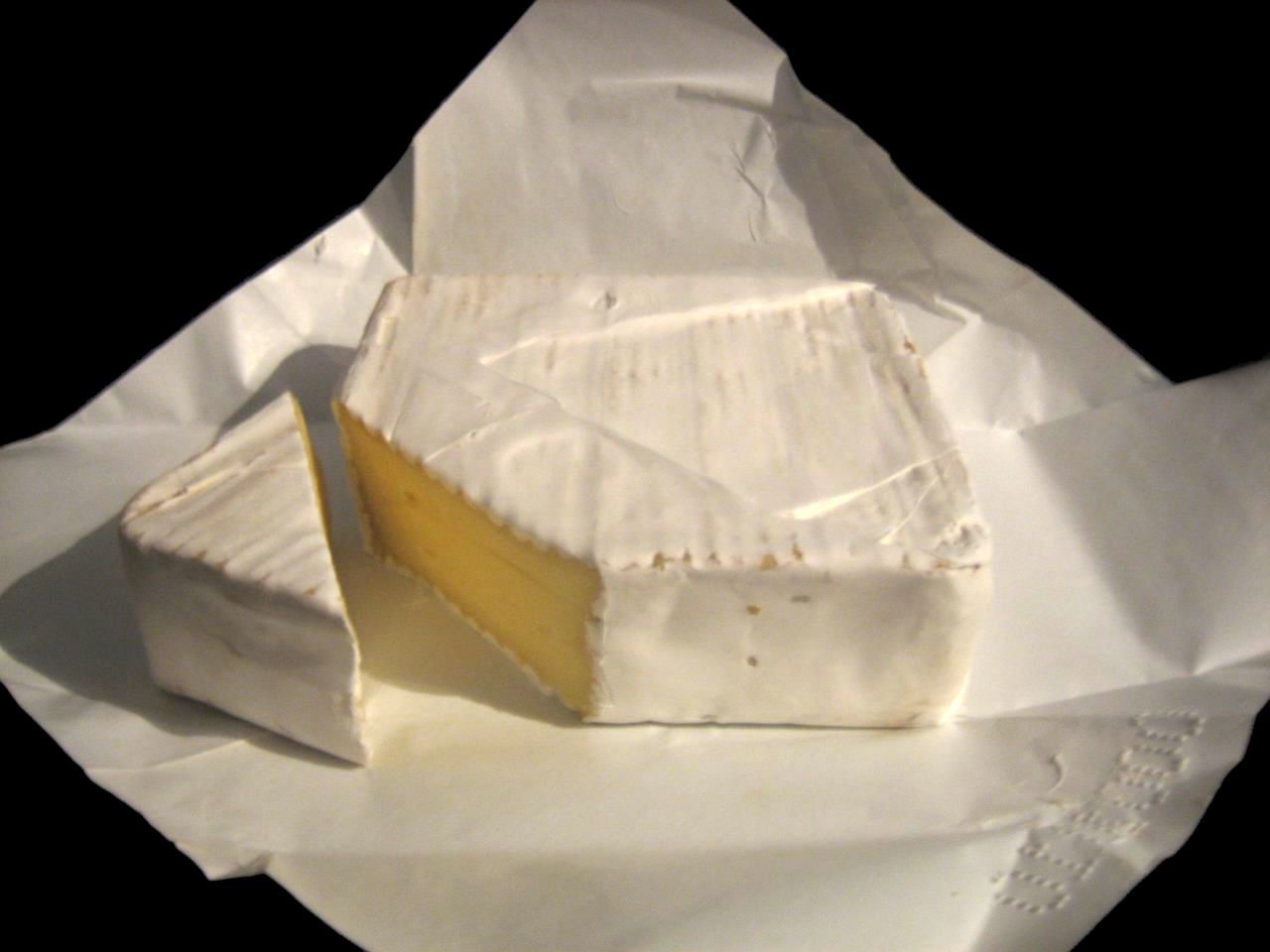
23. カレ・ド・レスト
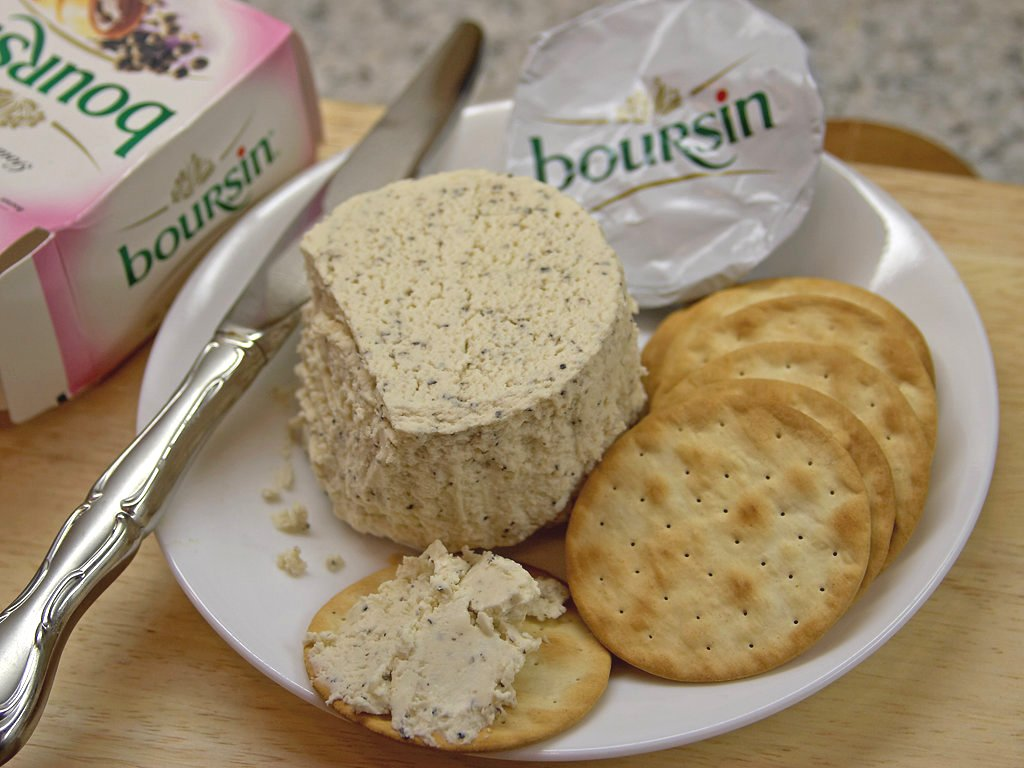
24. ブルサン
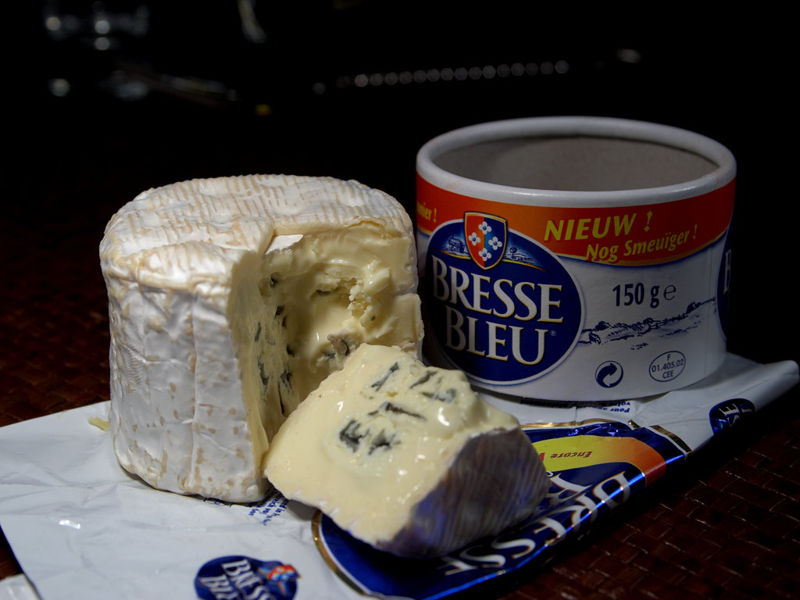
25. ブレス・ブルー
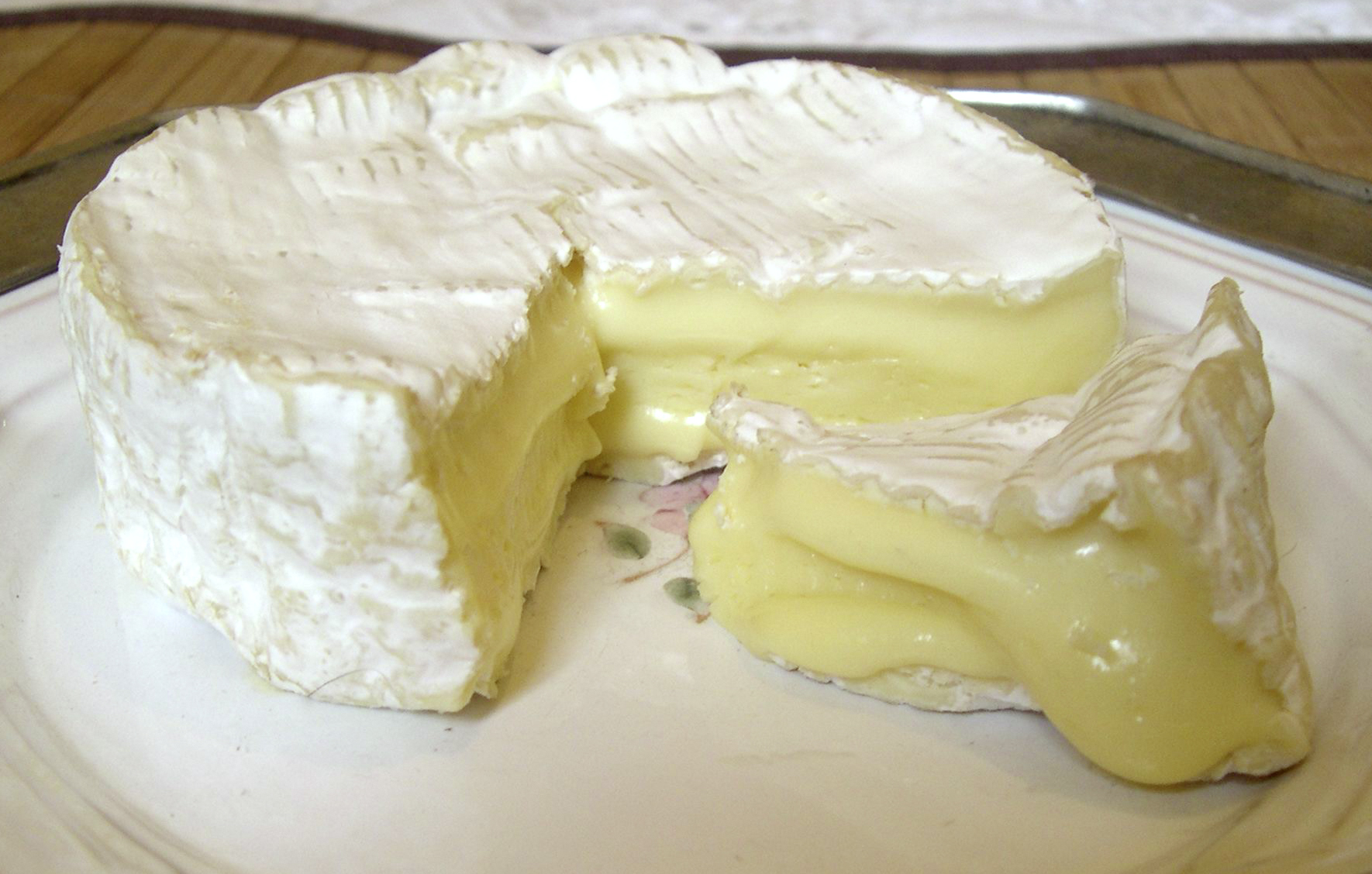
27. カマンベール
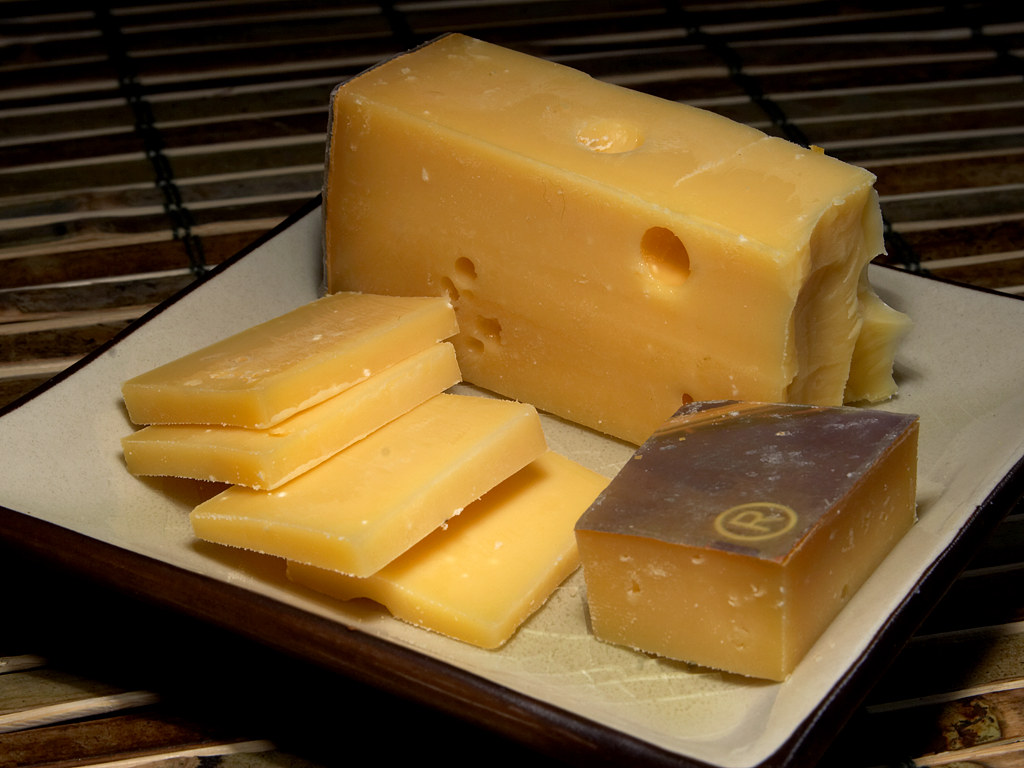
28. ゴーダ
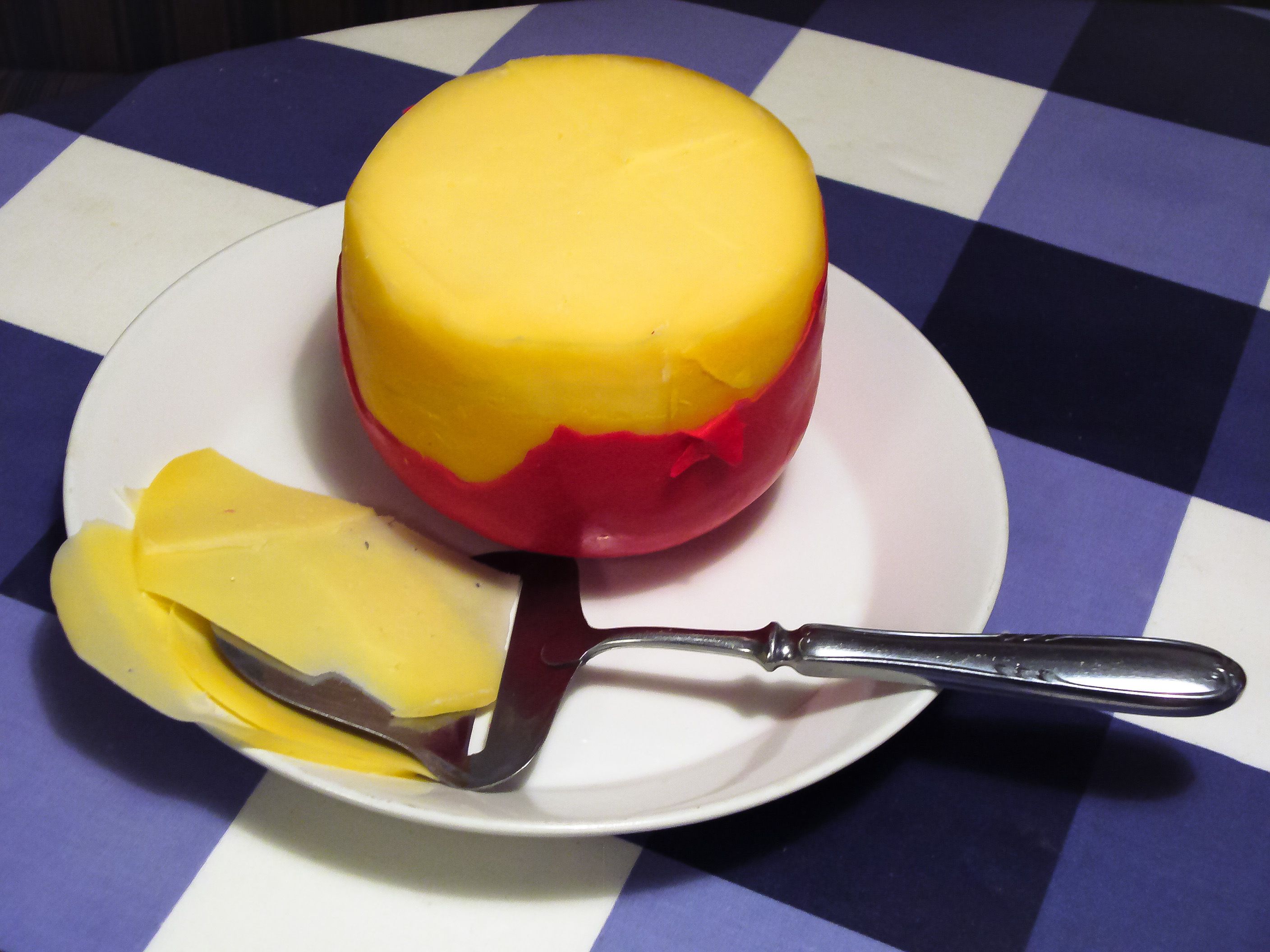
29. エダム
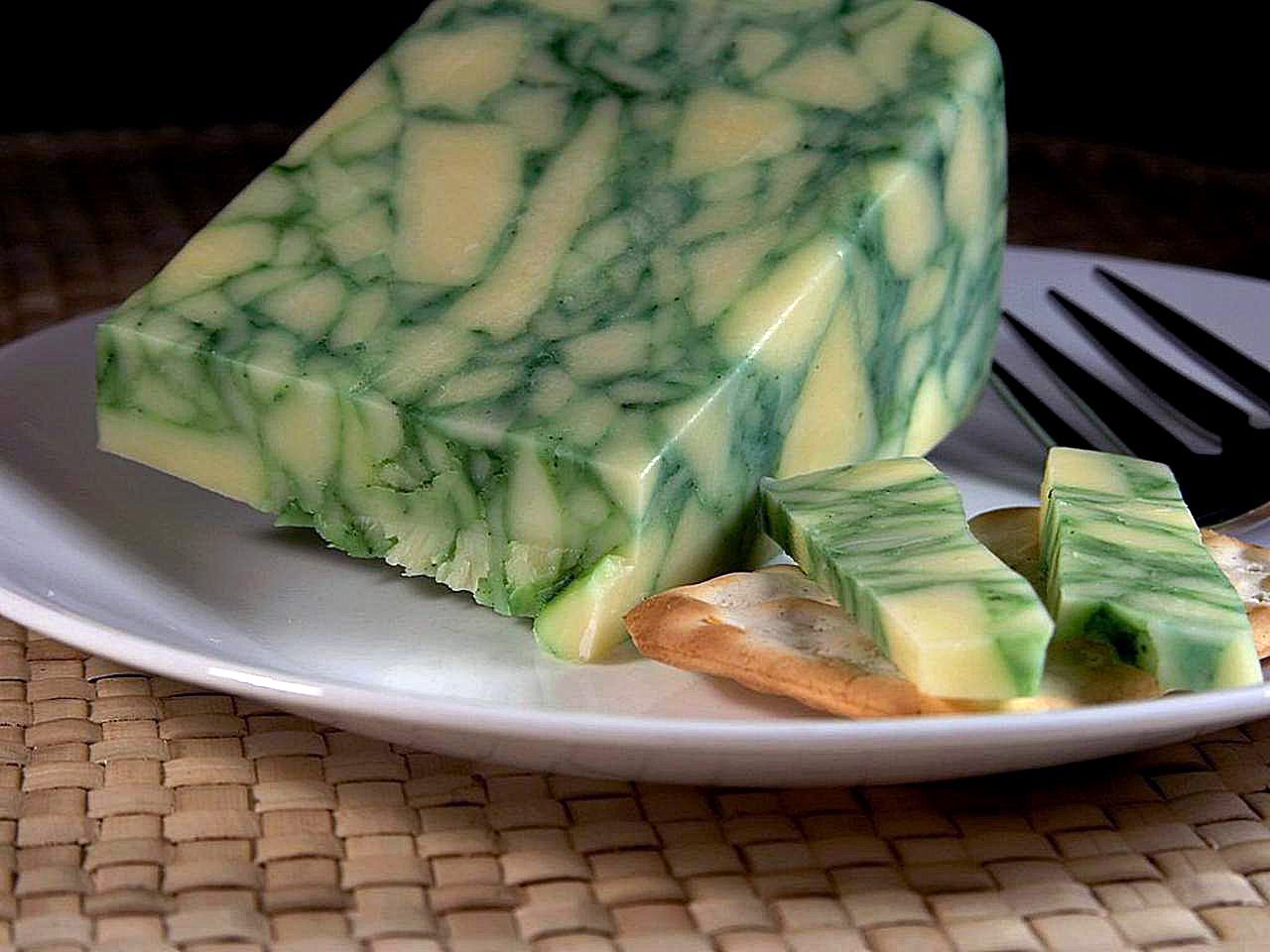
32. セージ・ダービー
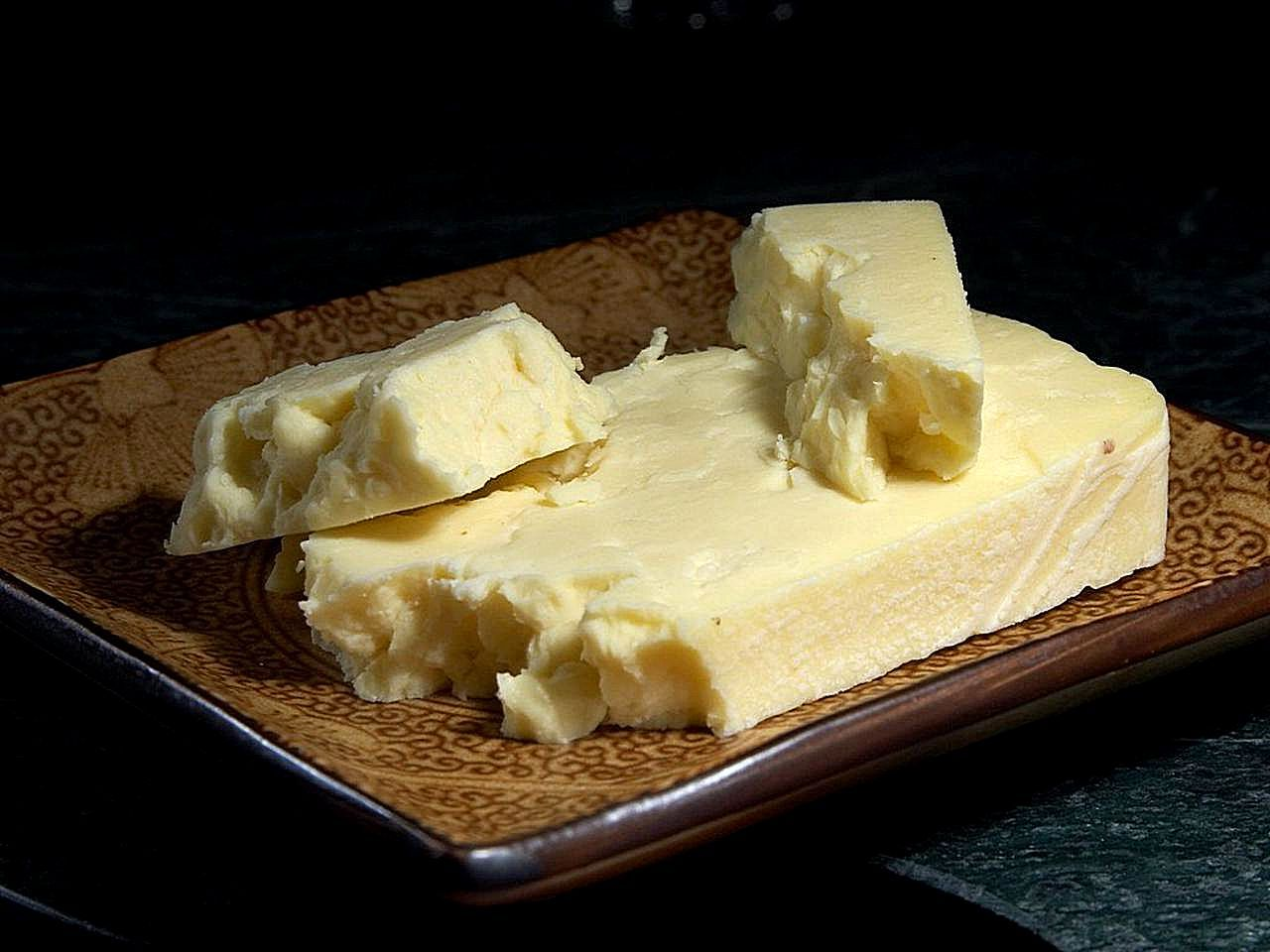
33. ウェンズリーデール
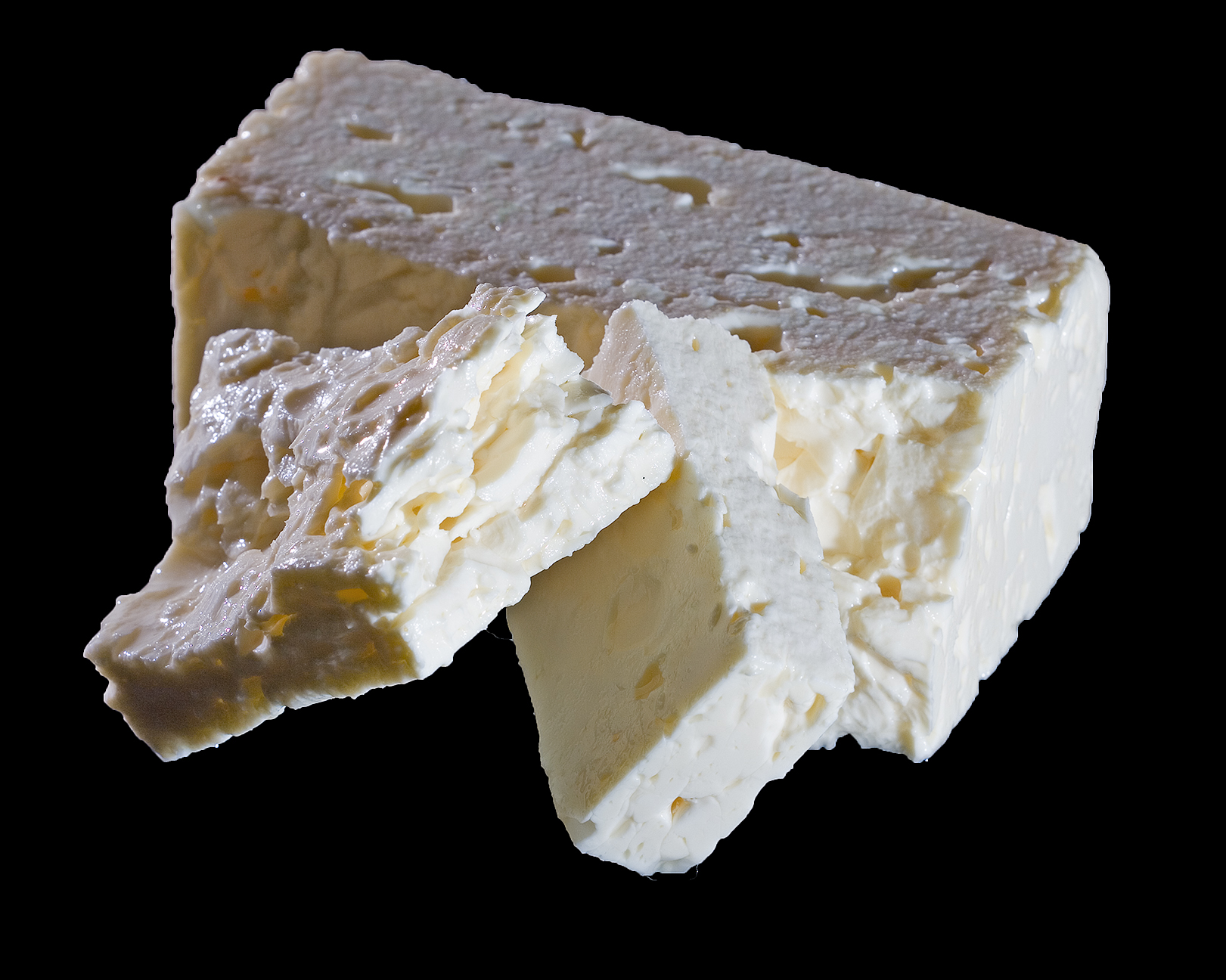
*1. ギリシャのフェタ
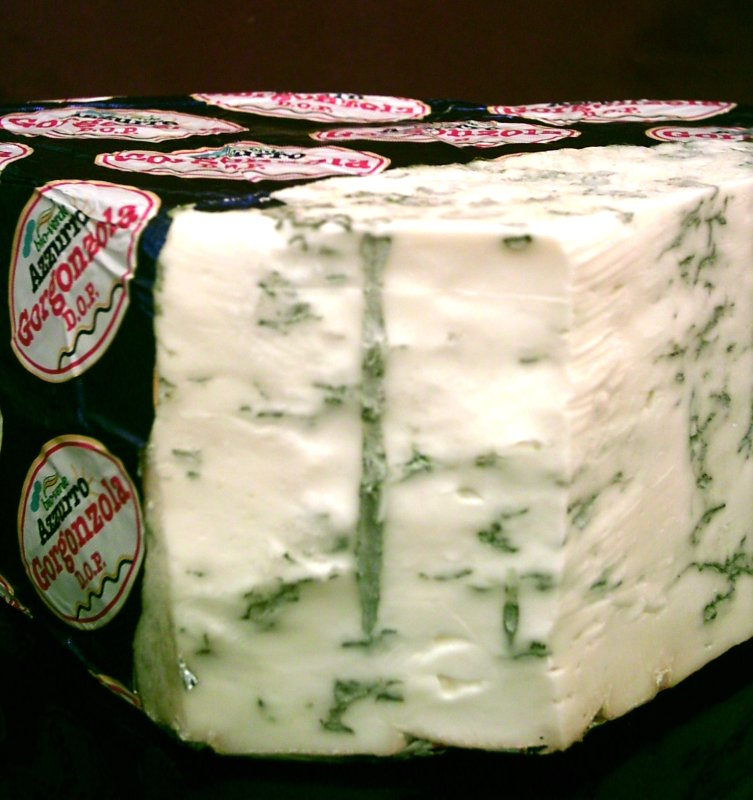
34. ゴルゴンゾーラ
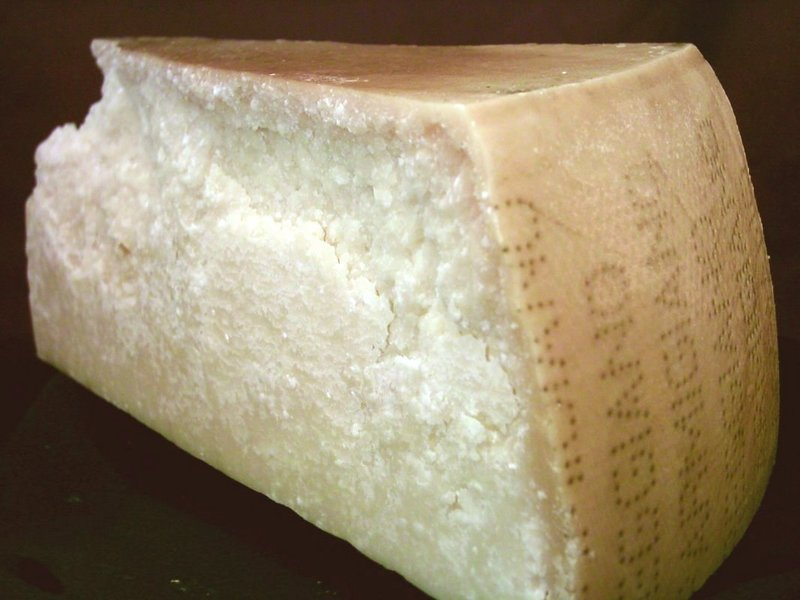
35. パルメザン
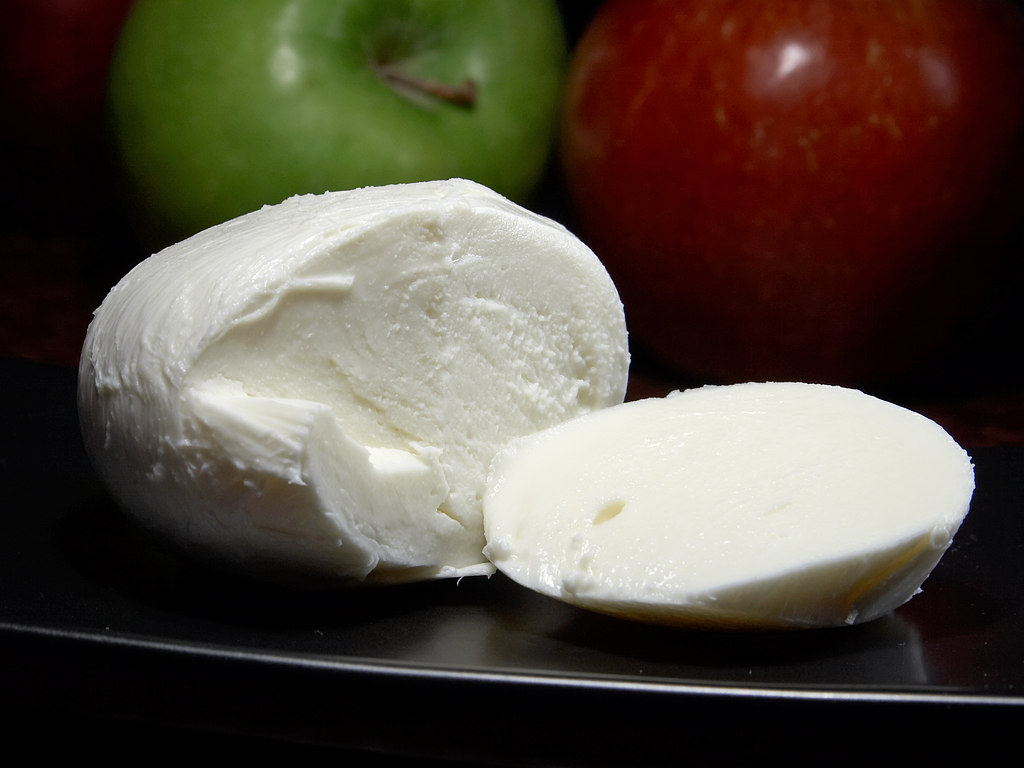
36. モッツァレッラ
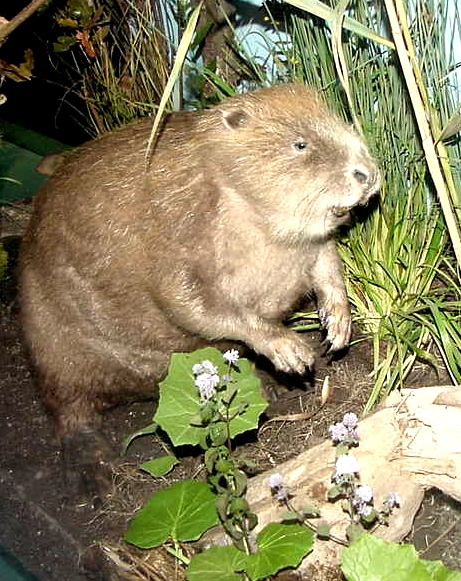
40. ビーバー
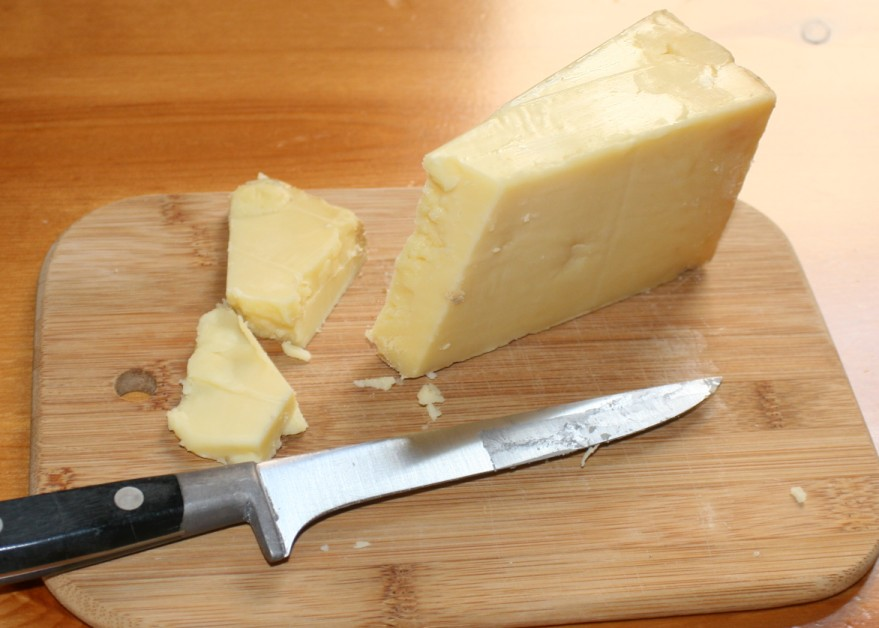
41. チェダー
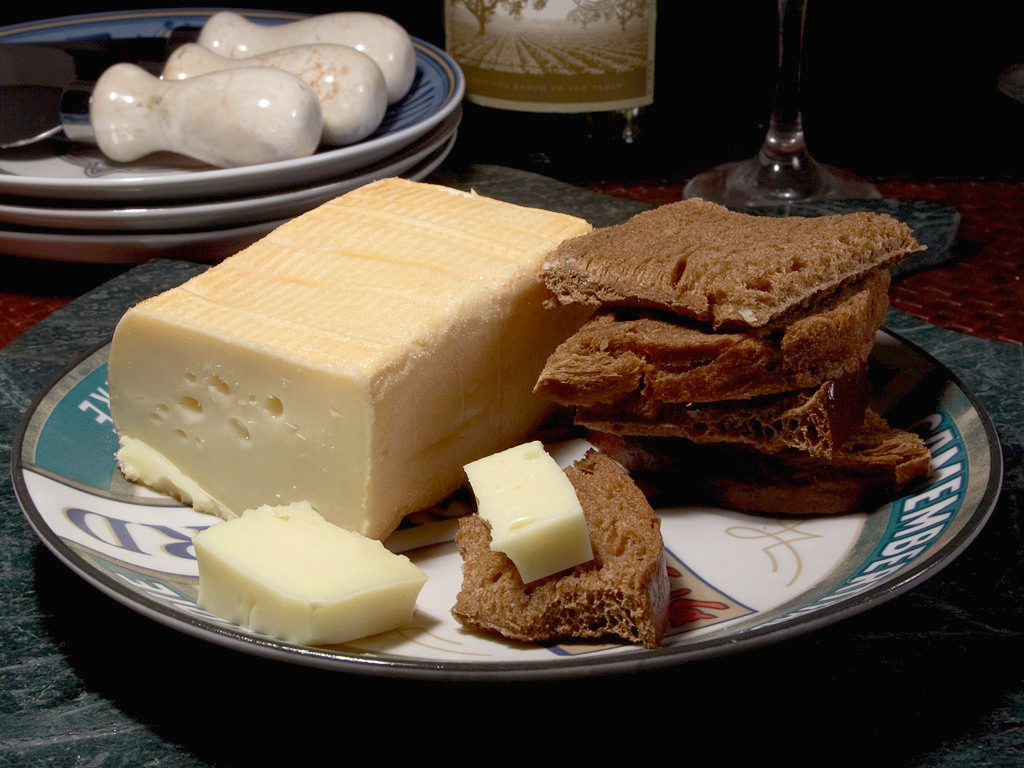
43. リンバーガー
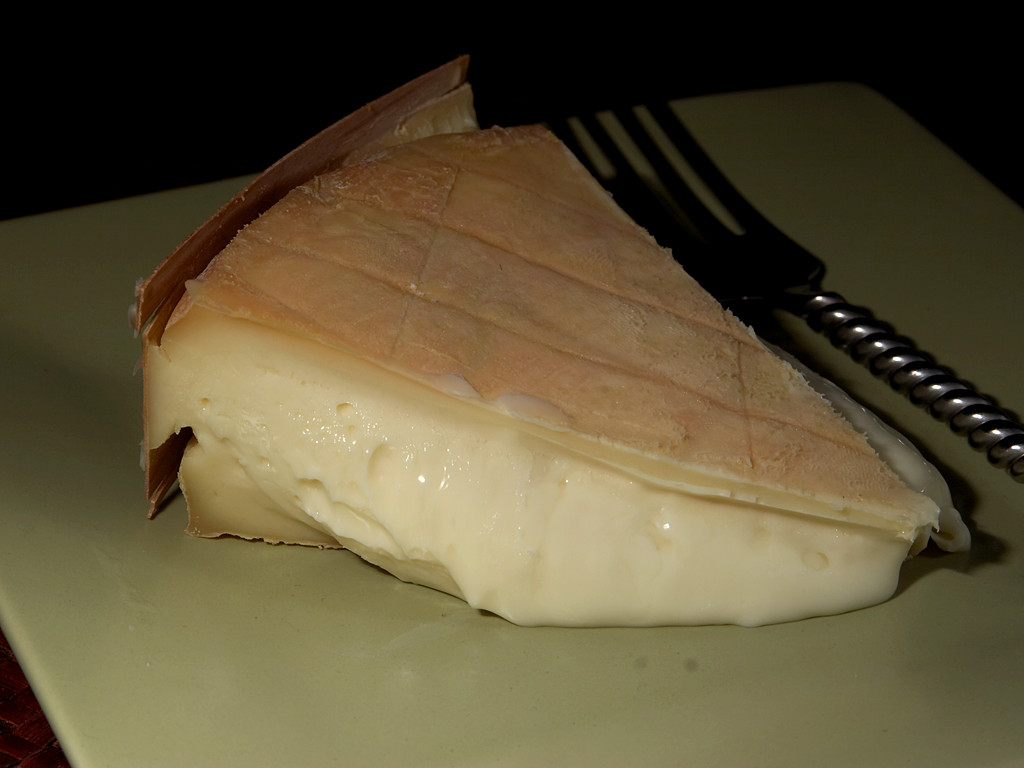
*2. スティンキング・ビショップ
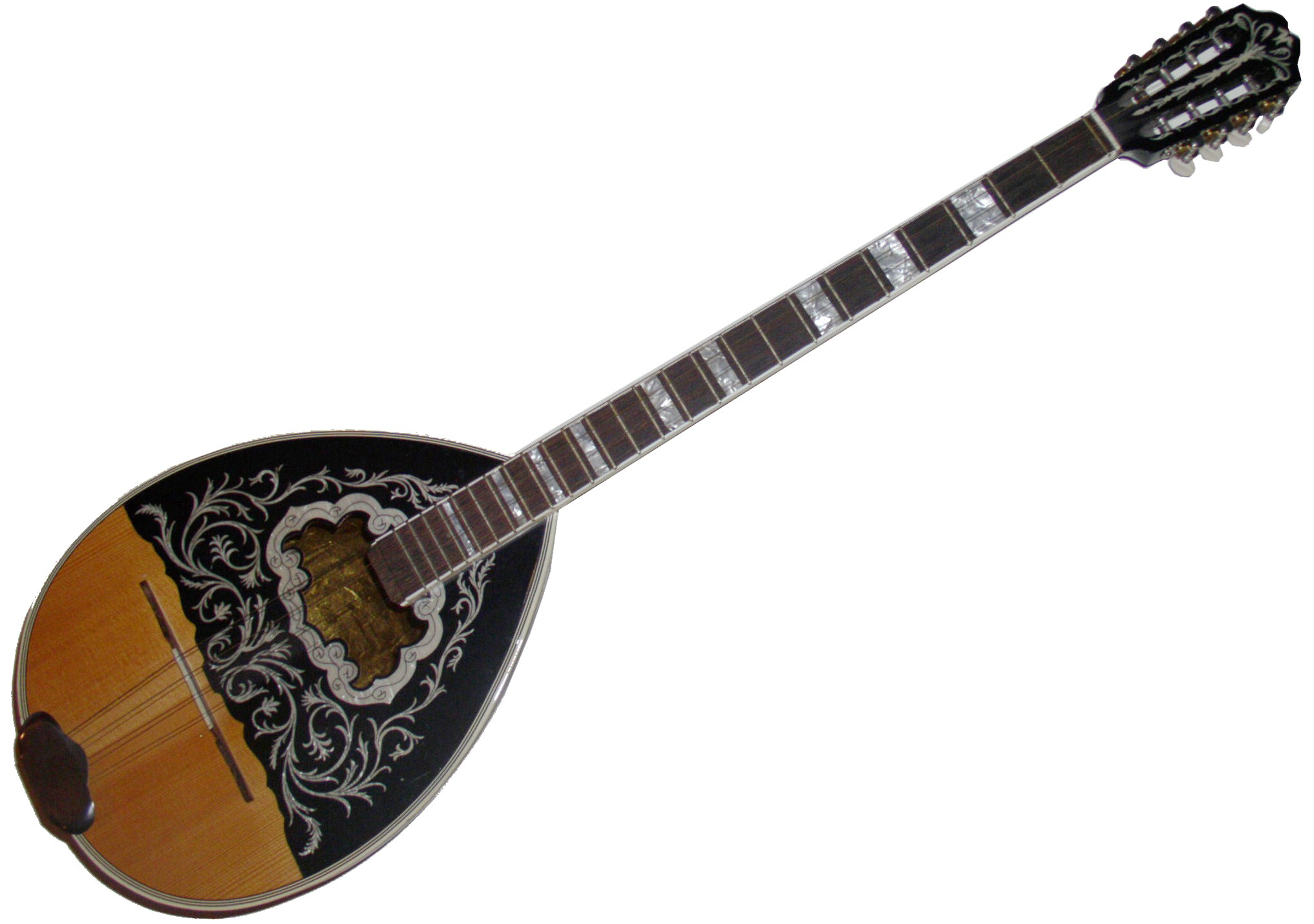
4弦のブズーキ

## エピソード
- 冒頭、クリーズ演じる客が店に入ってくるまでの写真が写される。このシーンで店の看板が写るが、そこには店主の名前が「ヘンリー・ウェンズリーデール」（英: Henry Wensleydale）と書かれている。これはテレビ版のみの設定である。
- ジョン・クリーズ（英: John Cleese）の名字は、彼の父親が第一次世界大戦期の従軍中に、元々の「チーズ」（英: Cheese）から変更したものである[1]。
- 2014年の『モンティ・パイソン 復活ライブ!』では、『死んだオウム』に引き続き演じられ、全体の最後のスケッチになった[注 6]。ペイリン演じるペットショップの店主が、クリーズ演じる客に「チーズはいかがですか？」と尋ねこのスケッチにつながる。スケッチのオチには、『ロッティンディンの警官ナンパ作戦』[注 7]が用いられた。

## パスティーシュ・パロディ
- パイソンズによる本 "The Brand New Monty Python Bok"〔ママ〕 (en) には、本スケッチを元にした2人のプレイヤーによる言葉遊びゲームが収録されている。ゲームでは片方のプレイヤーが異なるチーズの名前を言い続け、他方がその度別の言い訳を考えねばならない。言い訳に失敗すると「客が勝ち、店員の歯を殴りつける」ルールになっていた[注 8]。
- BBC Twoで放送されたシットコム "The Young Ones" (en) では、シリーズ2のエピソード (Time (The Young Ones)) でこのスケッチがリメイクされている。アレクセイ・セイル（英語版）はバカ歩きをしながら店に駆け込み[注 9]、店がチーズ屋かどうか尋ねる。パリ風の経営者役のリック・メイヨールは、「違いますよ」と答える。「じゃああのスケッチは時代遅れってわけだろう？」とのオチが付けられている[注 10]。
- BBCの番組『グッドネス・グレイシャス・ミー』では、「アジアの花嫁店」（英: "Asian Bride Shop"）とのスケッチで、チーズを花嫁の釣書（）に置き換えたバージョンが放送された。スケッチの終わりには、別の客が店に現れ、自分の花嫁が死んでいたと文句を付けに来る（『死んだオウム』スケッチへの言及）。
- 2004年には、アメリカでSCOとIBMの間に起きた訴訟（英語版）をパロディ化したパスティーシュ作品が作られた[34]。クリーズの役に相当する裁判官は、ペイリンによく似たSCOグループ側の弁護士に、訴訟を起こすだけの論証があるかどうか尋ねる。同じような質問を何度か繰り返した後、結局SCO側は証拠を全く持っていないことが分かる。この脚本は、SCO側の訴訟の質を揶揄したもので、訴訟自体が非常にくだらないものだったと暗喩している。
- "ウィアード・アル"・ヤンコビックによる曲『アルバカーキ（英語版）』では、場所をドーナツ店に置き換え、このスケッチがパロディされている。
- アニメ "Histeria!" (en) でボストン茶会事件が描かれた際には、英国衛兵たちがこぞって集まる偽のティー・ショップが登場した。衛兵たちが様々な種類の紅茶を注文する度に画面上に滝が流れ、アメリカ人はその紅茶が港から投げ捨てられたことを示唆するように、紅茶が売り切れだと返す。
- ウェブコミック "The Order of the Stick" (en) では、"It's Not a Gaming Session Until Someone Quotes Monty Python" と題された作品で、このスケッチがパロディされている[35]。ロイは武器販売店にやってくるが、この店には武器の在庫が全く無い。ある武器の名前は "Glaive-Glaive-Glaive-Guisarme-Glaive" となっており、店員は「別のスケッチと混じっているような」と返すが、これは第2シリーズで放送された『スパム』を暗喩している。コマの下部では猫が、死んだオウムと生きたヘビをくわえてくる[注 11]。
- ジョー・グレゴリオ（英: Joe Gregorio）は現在のHTTPのBasic認証に対して、このスケッチのパロディを作って言及した[36]。
- 2010年12月8日に、スペースX社の再利用可能な宇宙船「ドラゴン」の初飛行が行われた際には、このスケッチに敬意を表してLe Brouère cheese (en) が1個積み込まれた[37]。
- プログラム言語pythonのサードパーティーソフトウェアリポジトリであるPython Package Indexの旧名が本スケッチに因んだPython Cheese Shopであった。[38]